# Torneo Apertura 2019 (México)
El Torneo Apertura 2019 fue la centésima segunda edición del campeonato de liga de la Primera División del fútbol mexicano; se trató del 47.° torneo corto, luego del cambio en el formato de competencia, con el que se inició la temporada 2019-2020. A partir de este torneo participaron dos nuevos clubes: Atlético de San Luis jugó como el nuevo equipo ascendido de la Liga de Ascenso, y FC Juárez que se incorporó tras adquirir la franquicia perteneciente a Lobos BUAP.
Monterrey fue el campeón luego de derrotar al América 4:2 en penales después de empatar en global de 3:3

## Sistema de competición
El torneo de la Liga BBVA MX, está conformado en dos partes:
- Fase de calificación: Se integra por las 19 jornadas del torneo.
- Fase final: Se integra por los partidos de cuartos de final, semifinal y final, más conocida como liguilla.

### Fase de clasificación
En la fase de clasificación se observó el sistema de puntos. La ubicación en la tabla general está sujeta a lo siguiente:
- Por juego ganado se obtendrán tres puntos.
- Por juego empatado se obtendrá un punto.
- Por juego perdido no se otorgan puntos.

En esta fase participan los 19 clubes de la Liga BBVA MX jugando en cada torneo todos contra todos durante las 19 jornadas respectivas, descansando una semana, a un solo partido.
El orden de los clubes al final de la fase de calificación del torneo corresponderá a la suma de los puntos obtenidos por cada uno de ellos y se presentará en forma descendente. Si al finalizar las 19 jornadas del torneo, dos o más clubes estuviesen empatados en puntos, su posición en la tabla general será determinada atendiendo a los siguientes criterios de desempate:
1. Mejor diferencia entre los goles anotados y recibidos y goles.
2. Mayor número de goles anotados.
3. Marcadores particulares entre los clubes empatados.
4. Mayor número de goles anotados como visitante.
5. Mejor ubicado en la tabla general de cociente
6. Tabla Fair Play
7. Sorteo.

Para determinar los lugares que ocuparán los clubes que participen en la fase final del torneo se tomará como base la tabla general de clasificación.
Participan automáticamente por el título de Campeón de la Liga BBVA MX, los 8 primeros clubes de la tabla general de clasificación al término de las 19 jornadas.

### Fase final
Los ocho clubes calificados para esta fase del torneo serán reubicados de acuerdo con el lugar que ocupen en la tabla General al término de la jornada 19, con el puesto del número uno al club mejor clasificado, y así hasta el número 8. Los partidos a esta fase se desarrollarán a visita, en las siguientes etapas:
- Cuartos de final
- Semifinales
- Final

Los clubes vencedores en los partidos de cuartos de final y semifinal serán aquellos que en los dos juegos anoten el mayor número de goles. De existir empate en el número de goles anotados, la posición se definirá a favor del club con mayor cantidad de goles a favor cuando actúe como visitante.
Si una vez aplicado el criterio anterior los clubes siguieran empatados, se observará la posición de los clubes en la tabla general de clasificación.
Los partidos correspondientes a la fase final se jugarán obligatoriamente los días miércoles y sábado, y jueves y domingo eligiendo, en su caso, exclusivamente en forma descendente, los cuatro clubes mejor clasificados en la tabla general al término de la jornada 18, el día y horario de su partido como local. Los siguientes cuatro clubes podrán elegir únicamente el horario.
El club vencedor de la final y por lo tanto Campeón, será aquel que en los dos partidos anote el mayor número de goles. Si al término del tiempo reglamentario el partido está empatado, se agregarán dos tiempos extras de 15 minutos cada uno. De persistir el empate en estos periodos, se procederá a lanzar tiros penales hasta que resulte un vencedor.
Los partidos de cuartos de final se jugarán de la siguiente manera:
1.º vs 8.º

2.º vs 7.º

3.º vs 6.º

4.º vs 5.º
En las semifinales participarán los cuatro clubes vencedores de cuartos de final, reubicándolos del uno al cuatro, de acuerdo a su mejor posición en la Tabla general de clasificación al término de la jornada 19 del torneo correspondiente, enfrentándose:
1.º vs 4.º

2.º vs 3.º
Disputarán el título de Campeón del Torneo de Apertura 2019, los dos clubes vencedores de la fase semifinal correspondiente, reubicándolos del uno al dos, de acuerdo a su mejor posición en la tabla general de clasificación al término de la jornada 19 de cada Torneo.

## Equipos participantes

### Ascenso y descenso
| Pos | al Ascenso BBVA MX |
| --- | ------------------ |
| 18º | Lobos BUAP         |

| Pos | a la Liga BBVA MX    |
| --- | -------------------- |
| 1º  | Atlético de San Luis |
| 14º | FC Juárez            |

### Información de los equipos participantes
| Equipo               | Entrenador             | Ciudad                               | Estadio                | Capacidad | Fundación       | Patrocinador       | Kit          |
| -------------------- | ---------------------- | ------------------------------------ | ---------------------- | --------- | --------------- | ------------------ | ------------ |
| América              | Miguel Herrera         | Ciudad de México                     | Azteca                 | 87 000    | 1916 (108 años) | AT&T               | Nike         |
| Atlas                | Leandro Cufré          | Guadalajara, Jalisco                 | Jalisco                | 56 713    | 1916 (108 años) | MoPlay             | Adidas       |
| Atlético de San Luis | Luis García            | San Luis Potosí, San Luis Potosí     | Alfonso Lastras        | 30 000    | 2013 (12 años)  | Canel's            | Pirma        |
| Cruz Azul            | Robert Dante Siboldi   | Ciudad de México                     | Azteca                 | 87 000    | 1927 (98 años)  | Cemento Cruz Azul  | Joma         |
| Guadalajara          | Luis Fernando Tena     | Guadalajara, Jalisco                 | Akron                  | 49 850    | 1906 (119 años) | Caliente           | Puma         |
| Juárez               | Gabriel Caballero      | Ciudad Juárez, Chihuahua             | Olímpico Benito Juárez | 19 703    | 2015 (9 años)   | S-Mart             | Carrara      |
| León                 | Ignacio Ambriz         | León, Guanajuato                     | León                   | 31 297    | 1943 (81 años)  | Telcel             | Pirma        |
| Monterrey            | Antonio Mohamed        | Monterrey, Nuevo León                | BBVA                   | 53 500    | 1945 (79 años)  | BBVA México        | Puma         |
| Monarcas Morelia     | Pablo Guede            | Morelia, Michoacán                   | Morelos                | 38 869    | 1950 (74 años)  | Caliente           | Pirma        |
| Necaxa               | Guillermo Vázquez      | Aguascalientes, Aguascalientes       | Victoria               | 25 994    | 1923 (101 años) | Rolcar             | Charly       |
| Pachuca              | Martín Palermo         | Pachuca, Hidalgo                     | Hidalgo                | 30 000    | 1892 (132 años) | Cementos Fortaleza | Charly       |
| Puebla               | Juan Reynoso           | Puebla, Puebla                       | Cuauhtémoc             | 51 726    | 1944 (81 años)  | AT&T               | Umbro        |
| Querétaro            | Víctor Manuel Vucetich | Querétaro, Querétaro                 | Corregidora            | 35 575    | 1950 (74 años)  | Banco Multiva      | Puma         |
| Santos               | Guillermo Almada       | Torreón, Coahuila                    | Corona                 | 30 000    | 1983 (41 años)  | Soriana            | Charly       |
| Tigres UANL          | Ricardo Ferretti       | San Nicolás de los Garza, Nuevo León | Universitario          | 41 615    | 1960 (65 años)  | Cemex              | Adidas       |
| Tijuana              | Óscar Pareja           | Tijuana, Baja California             | Caliente               | 27 333    | 2007 (18 años)  | Caliente           | Charly       |
| Toluca               | José Manuel Cruzalta   | Toluca, Estado de México             | Nemesio Díez           | 30 000    | 1917 (108 años) | Banamex            | Under Armour |
| Pumas UNAM           | Míchel González        | Ciudad de México                     | Olímpico Universitario | 72 000    | 1954 (70 años)  | DHL                | Nike         |
| Veracruz             | Enrique López Zarza    | Veracruz, Veracruz                   | Luis "Pirata" Fuente   | 30 000    | 1943 (82 años)  | Winpot Casino      | Charly       |

- Datos actualizados al 17 de noviembre de 2019.

### Cambios de entrenadores
| Equipo               | Entrenador (jornadas)                                                            |
| -------------------- | -------------------------------------------------------------------------------- |
| Puebla               | José Luis Sánchez Solá (1 - 5) Octavio Becerril (6) Juan Reynoso (7 - )          |
| Morelia              | Javier Torrente (1 - 5) Esteve Padilla (6) Pablo Guede (7 - )                    |
| Veracruz             | Enrique Meza (1 - 7) José Luis González China (8) Enrique López Zarza (9 - )     |
| Cruz Azul            | Pedro Caixinha (1 - 8) Robert Siboldi (9 - )                                     |
| Atlético de San Luis | Alfonso Sosa (1 - 8) Gustavo Matosas (9 - 15) Luis García (16 - )                |
| Guadalajara          | Tomás Boy (1 - 11) Luis Fernando Tena (12 - )                                    |
| Monterrey            | Diego Alonso (1 - 12) José Treviño y Héctor Becerra (13) Antonio Mohamed (14 - ) |
| Toluca               | Ricardo La Volpe (1 - 18) Jesús Rodríguez y José Manuel Cruzalta (19)            |

### Transferencias
- Anexo:Transferencias del Torneo Apertura 2019 (México)

### Equipos por Entidad Federativa
Para la temporada 2019-20, la entidad federativa de la República Mexicana con más equipos en la Primera División es la Ciudad de México con tres equipos.
| Entidad Federativa | N.º | Equipos                          |
| ------------------ | --- | -------------------------------- |
| Ciudad de México   | 3   | América, Cruz Azul, y Pumas UNAM |
| Jalisco            | 2   | Atlas y Guadalajara              |
| Nuevo León         | 2   | Monterrey y Tigres UANL          |
| Aguascalientes     | 1   | Necaxa                           |
| Baja California    | 1   | Tijuana                          |
| Chihuahua          | 1   | FC Juárez                        |
| Coahuila           | 1   | Santos                           |
| Estado de México   | 1   | Toluca                           |
| Guanajuato         | 1   | León                             |
| Hidalgo            | 1   | Pachuca                          |
| Michoacán          | 1   | Morelia                          |
| Puebla             | 1   | Puebla                           |
| Querétaro          | 1   | Querétaro                        |
| San Luis Potosí    | 1   | Atlético de San Luis             |
| Veracruz           | 1   | Veracruz                         |

## Torneo Regular
- El Calendario completo según la página oficial. Versión PDF
- Los horarios son correspondientes al Tiempo del Centro de México (UTC-6 y UTC-5 en horario de verano).[3]

| Jornada 1            | Jornada 1 | Jornada 1   | Jornada 1               | Jornada 1   | Jornada 1 | Jornada 1    | Jornada 1  | Jornada 1 | Jornada 1 |
| Local                | Resultado | Visitante   | Estadio                 | Fecha       | Hora      | Espectadores | Amonestado | Expulsado |           |
| -------------------- | --------- | ----------- | ----------------------- | ----------- | --------- | ------------ | ---------- | --------- | --------- |
| Puebla               | 1 - 3     | Tijuana     | Cuauhtémoc              | 19 de julio | 19:00     | 15 080       | 1          | 0         |           |
| Atlas                | 1 - 0     | Juárez      | Jalisco                 | 19 de julio | 21:45     | 28 893       | 6          | 0         |           |
| Atlético de San Luis | 0 - 2     | UNAM        | Alfonso Lastras Ramírez | 20 de julio | 17:00     | 25 103       | 3          | 0         |           |
| Pachuca              | 1 - 3     | León        | Hidalgo                 | 20 de julio | 17:00     | 21 240       | 2          | 1         |           |
| América              | 4 - 2     | Monterrey   | Azteca                  | 20 de julio | 19:05     | 31 129       | 5          | 0         |           |
| Tigres               | 4 - 2     | Morelia     | Universitario           | 20 de julio | 21:00     | 41 580       | 1          | 0         |           |
| Necaxa               | 0 - 0     | Cruz Azul   | Victoria                | 20 de julio | 21:08     | 19 361       | 3          | 1         |           |
| Toluca               | 0 - 2     | Querétaro   | Nemesio Díez            | 21 de julio | 12:00     | 13 015       | 3          | 1         |           |
| Santos               | 3 - 0     | Guadalajara | Corona                  | 21 de julio | 18:45     | 26 572       | 3          | 0         |           |
| Descanso             | Descanso  | Descanso    | Veracruz                | Veracruz    | Veracruz  | Veracruz     | Veracruz   | Veracruz  |           |

| Jornada 2            | Jornada 2 | Jornada 2 | Jornada 2               | Jornada 2   | Jornada 2 | Jornada 2    | Jornada 2  | Jornada 2 | Jornada 2 |
| Local                | Resultado | Visitante | Estadio                 | Fecha       | Hora      | Espectadores | Amonestado | Expulsado |           |
| -------------------- | --------- | --------- | ----------------------- | ----------- | --------- | ------------ | ---------- | --------- | --------- |
| Morelia              | 0 - 1     | Atlas     | Morelos                 | 26 de julio | 19:00     | 20 136       | 5          | 0         |           |
| Veracruz             | 3 - 3     | Pachuca   | Luis "Pirata" Fuente    | 26 de julio | 21:00     | 14 620       | 3          | 0         |           |
| León                 | 0 - 0     | América   | León                    | 27 de julio | 19:00     | 26 632       | 7          | 1         |           |
| Cruz Azul            | 1 - 1     | Toluca    | Azteca                  | 27 de julio | 21:00     | 25 320       | 3          | 0         |           |
| Tijuana              | 1 - 1     | Querétaro | Caliente                | 27 de julio | 21:06     | 26 933       | 5          | 0         |           |
| UNAM                 | 2 - 0     | Necaxa    | Olímpico Universitario  | 28 de julio | 12:00     | 24 708       | 3          | 1         |           |
| Atlético de San Luis | 1 - 0     | Monterrey | Alfonso Lastras Ramírez | 28 de julio | 17:00     | 25 187       | 7          | 0         |           |
| Santos               | 3 - 0     | Juárez    | Corona                  | 28 de julio | 18:45     | 25 181       | 2          | 0         |           |
| Guadalajara          | 2 - 0     | Tigres    | Akron                   | 28 de julio | 19:00     | 39 313       | 5          | 1         |           |
| Descanso             | Descanso  | Descanso  | Puebla                  | Puebla      | Puebla    | Puebla       | Puebla     | Puebla    |           |

| Jornada 3 | Jornada 3 | Jornada 3   | Jornada 3              | Jornada 3            | Jornada 3            | Jornada 3            | Jornada 3            | Jornada 3            | Jornada 3 |
| Local     | Resultado | Visitante   | Estadio                | Fecha                | Hora                 | Espectadores         | Amonestado           | Expulsado            |           |
| --------- | --------- | ----------- | ---------------------- | -------------------- | -------------------- | -------------------- | -------------------- | -------------------- | --------- |
| Puebla    | 1 - 1     | Guadalajara | Cuauhtémoc             | 2 de agosto          | 19:00                | 27 611               | 6                    | 2                    |           |
| Atlas     | 1 - 2     | Santos      | Jalisco                | 2 de agosto          | 21:00                | 31 317               | 7                    | 0                    |           |
| Querétaro | 3 - 0     | Cruz Azul   | Corregidora            | 3 de agosto          | 17:00                | 29 329               | 2                    | 2                    |           |
| América   | 3 - 1     | Tijuana     | Azteca                 | 3 de agosto          | 19:00                | 26 348               | 6                    | 0                    |           |
| Pachuca   | 1 - 2     | Morelia     | Hidalgo                | 3 de agosto          | 19:00                | 25 922               | 3                    | 0                    |           |
| Necaxa    | 7 - 0     | Veracruz    | Victoria               | 3 de agosto          | 21:05                | 12 846               | 2                    | 0                    |           |
| Monterrey | 3 - 2     | León        | BBVA                   | 3 de agosto          | 21:06                | 37 058               | 6                    | 0                    |           |
| UNAM      | 0 - 1     | Tigres      | Olímpico Universitario | 4 de agosto          | 12:00                | 27 152               | 4                    | 1                    |           |
| Juárez    | 2 - 0     | Toluca      | Olímpico Benito Juárez | 4 de agosto          | 19:00                | 18 117               | 6                    | 0                    |           |
| Descanso  | Descanso  | Descanso    | Atlético de San Luis   | Atlético de San Luis | Atlético de San Luis | Atlético de San Luis | Atlético de San Luis | Atlético de San Luis |           |

| Jornada 4   | Jornada 4 | Jornada 4            | Jornada 4            | Jornada 4    | Jornada 4 | Jornada 4    | Jornada 4  | Jornada 4 | Jornada 4 |
| Local       | Resultado | Visitante            | Estadio              | Fecha        | Hora      | Espectadores | Amonestado | Expulsado |           |
| ----------- | --------- | -------------------- | -------------------- | ------------ | --------- | ------------ | ---------- | --------- | --------- |
| Morelia     | 0 - 1     | Monterrey            | Morelos              | 9 de agosto  | 19:00     | 30 550       | 4          | 1         |           |
| Veracruz    | 1 - 2     | Atlas                | Luis "Pirata" Fuente | 9 de agosto  | 21:05     | 14 614       | 3          | 0         |           |
| Tijuana     | 1 - 0     | UNAM                 | Caliente             | 9 de agosto  | 21:06     | 26 933       | 9          | 0         |           |
| Querétaro   | 2 - 1     | Pachuca              | Corregidora          | 10 de agosto | 17:00     | 18 383       | 4          | 1         |           |
| Cruz Azul   | 2 - 0     | Juárez               | Azteca               | 10 de agosto | 17:00     | 12 469       | 5          | 0         |           |
| Tigres      | 3 - 1     | Necaxa               | Universitario        | 10 de agosto | 19:00     | 41 553       | 4          | 0         |           |
| Guadalajara | 3 - 0     | Atlético de San Luis | Akron                | 10 de agosto | 21:05     | 31 527       | 2          | 0         |           |
| Toluca      | 0 - 1     | América              | Nemesio Díez         | 11 de agosto | 12:00     | 25 744       | 7          | 0         |           |
| Santos      | 4 - 1     | Puebla               | Corona               | 11 de agosto | 18:45     | 22 432       | 4          | 1         |           |
| Descanso    | Descanso  | Descanso             | León                 | León         | León      | León         | León       | León      |           |

| Jornada 5            | Jornada 5 | Jornada 5   | Jornada 5               | Jornada 5    | Jornada 5 | Jornada 5    | Jornada 5  | Jornada 5 | Jornada 5 |
| Local                | Resultado | Visitante   | Estadio                 | Fecha        | Hora      | Espectadores | Amonestado | Expulsado |           |
| -------------------- | --------- | ----------- | ----------------------- | ------------ | --------- | ------------ | ---------- | --------- | --------- |
| Puebla               | 0 - 4     | Pachuca     | Cuauhtémoc              | 16 de agosto | 19:00     | 14 517       | 1          | 0         |           |
| Atlas                | 1 - 3     | Cruz Azul   | Jalisco                 | 16 de agosto | 21:00     | 39 733       | 8          | 0         |           |
| Atlético de San Luis | 1 - 1     | Tigres      | Alfonso Lastras Ramírez | 17 de agosto | 17:00     | 25 164       | 2          | 1         |           |
| León                 | 4 - 3     | Guadalajara | León                    | 17 de agosto | 19:00     | 26 561       | 3          | 0         |           |
| América              | 1 - 0     | Morelia     | Azteca                  | 17 de agosto | 21:05     | 28 117       | 6          | 0         |           |
| Monterrey            | 2 - 0     | Toluca      | BBVA                    | 17 de agosto | 21:06     | 39 783       | 3          | 0         |           |
| UNAM                 | 2 - 0     | Veracruz    | Olímpico Universitario  | 18 de agosto | 12:00     | 17 522       | 3          | 0         |           |
| Necaxa               | 3 - 0     | Santos      | Victoria                | 18 de agosto | 17:00     | 14 167       | 8          | 0         |           |
| Juárez               | 0 - 2     | Querétaro   | Olímpico Benito Juárez  | 18 de agosto | 19:00     | 18 634       | 4          | 1         |           |
| Descanso             | Descanso  | Descanso    | Tijuana                 | Tijuana      | Tijuana   | Tijuana      | Tijuana    | Tijuana   |           |

| Jornada 6   | Jornada 6 | Jornada 6            | Jornada 6            | Jornada 6    | Jornada 6 | Jornada 6    | Jornada 6  | Jornada 6 | Jornada 6 |
| Local       | Resultado | Visitante            | Estadio              | Fecha        | Hora      | Espectadores | Amonestado | Expulsado |           |
| ----------- | --------- | -------------------- | -------------------- | ------------ | --------- | ------------ | ---------- | --------- | --------- |
| Veracruz    | 1 - 2     | Atlético de San Luis | Luis "Pirata" Fuente | 23 de agosto | 19:00     | 9 670        | 4          | 0         |           |
| Morelia     | 2 - 0     | UNAM                 | Morelos              | 23 de agosto | 21:00     | 20 477       | 5          | 0         |           |
| Santos      | 2 - 1     | Monterrey            | Corona               | 23 de agosto | 21:00     | 24 012       | 8          | 0         |           |
| Querétaro   | 0 - 4     | León                 | Corregidora          | 24 de agosto | 17:00     | 26 374       | 4          | 1         |           |
| Pachuca     | 3 - 1     | Atlas                | Hidalgo              | 24 de agosto | 19:00     | 20 718       | 2          | 0         |           |
| Cruz Azul   | 1 - 1     | Puebla               | Azteca               | 24 de agosto | 19:00     | 11 867       | 4          | 0         |           |
| Tigres      | 1 - 1     | América              | Universitario        | 24 de agosto | 21:05     | 41 589       | 4          | 0         |           |
| Toluca      | 2 - 0     | Tijuana              | Nemesio Díez         | 25 de agosto | 12:00     | 15 048       | 7          | 1         |           |
| Guadalajara | 1 - 2     | Necaxa               | Akron                | 25 de agosto | 17:00     | 30 912       | 4          | 0         |           |
| Descanso    | Descanso  | Descanso             | Juárez               | Juárez       | Juárez    | Juárez       | Juárez     | Juárez    |           |

| Jornada 7            | Jornada 7 | Jornada 7 | Jornada 7               | Jornada 7    | Jornada 7   | Jornada 7    | Jornada 7   | Jornada 7   | Jornada 7 |
| Local                | Resultado | Visitante | Estadio                 | Fecha        | Hora        | Espectadores | Amonestado  | Expulsado   |           |
| -------------------- | --------- | --------- | ----------------------- | ------------ | ----------- | ------------ | ----------- | ----------- | --------- |
| Veracruz             | 0 - 5     | Querétaro | Luis "Pirata" Fuente    | 27 de agosto | 19:00       | 7 322        | 0           | 0           |           |
| Atlético de San Luis | 1 - 1     | Morelia   | Alfonso Lastras Ramírez | 27 de agosto | 19:00       | 17 447       | 5           | 4           |           |
| Atlas                | 1 - 1     | Tigres    | Jalisco                 | 27 de agosto | 19:00       | 20 732       | 5           | 0           |           |
| América              | 1 - 1     | Pachuca   | Azteca                  | 27 de agosto | 21:00       | 19 771       | 3           | 2           |           |
| León                 | 2 - 2     | Santos    | León                    | 28 de agosto | 19:00       | 21 434       | 4           | 0           |           |
| Necaxa               | 1 - 1     | Toluca    | Victoria                | 28 de agosto | 21:00       | 12 716       | 0           | 0           |           |
| Tijuana              | 3 - 2     | Cruz Azul | Caliente                | 28 de agosto | 21:06       | 26 158       | 9           | 1           |           |
| Puebla               | 2 - 1     | Juárez    | Cuauhtémoc              | 29 de agosto | 19:00       | 12 544       | 2           | 0           |           |
| Monterrey            | 2 - 0     | UNAM      | BBVA                    | 29 de agosto | 21:00       | 35 662       | 3           | 0           |           |
| Descanso             | Descanso  | Descanso  | Guadalajara             | Guadalajara  | Guadalajara | Guadalajara  | Guadalajara | Guadalajara |           |

| Jornada 8 | Jornada 8 | Jornada 8            | Jornada 8              | Jornada 8       | Jornada 8 | Jornada 8    | Jornada 8  | Jornada 8 | Jornada 8 |
| Local     | Resultado | Visitante            | Estadio                | Fecha           | Hora      | Espectadores | Amonestado | Expulsado |           |
| --------- | --------- | -------------------- | ---------------------- | --------------- | --------- | ------------ | ---------- | --------- | --------- |
| Morelia   | 1 - 0     | Veracruz             | Morelos                | 30 de agosto    | 19:00     | 15 185       | 5          | 0         |           |
| Atlas     | 3 - 0     | América              | Jalisco                | 30 de agosto    | 21:10     | 40 700       | 7          | 1         |           |
| Necaxa    | 3 - 2     | Tijuana              | Victoria               | 31 de agosto    | 17:00     | 11 861       | 4          | 0         |           |
| Tigres    | 1 - 1     | León                 | Universitario          | 31 de agosto    | 19:00     | 41 498       | 4          | 0         |           |
| Pachuca   | 0 - 2     | Atlético de San Luis | Hidalgo                | 31 de agosto    | 19:00     | 18 795       | 1          | 0         |           |
| Cruz Azul | 1 - 1     | Guadalajara          | Azteca                 | 31 de agosto    | 21:05     | 23 692       | 6          | 0         |           |
| UNAM      | 2 - 1     | Toluca               | Olímpico Universitario | 1 de septiembre | 12:00     | 20 032       | 4          | 0         |           |
| Querétaro | 1 - 1     | Puebla               | Corregidora            | 1 de septiembre | 17:00     | 19 365       | 2          | 0         |           |
| Juárez    | 1 - 0     | Monterrey            | Olímpico Benito Juárez | 1 de septiembre | 19:00     | 19 700       | 5          | 0         |           |
| Descanso  | Descanso  | Descanso             | Santos                 | Santos          | Santos    | Santos       | Santos     | Santos    |           |

| Jornada 9   | Jornada 9 | Jornada 9            | Jornada 9            | Jornada 9        | Jornada 9 | Jornada 9    | Jornada 9  | Jornada 9 | Jornada 9 |
| Local       | Resultado | Visitante            | Estadio              | Fecha            | Hora      | Espectadores | Amonestado | Expulsado |           |
| ----------- | --------- | -------------------- | -------------------- | ---------------- | --------- | ------------ | ---------- | --------- | --------- |
| Puebla      | 1 - 3     | Atlético de San Luis | Cuauhtémoc           | 13 de septiembre | 19:00     | 14 735       | 7          | 1         |           |
| Veracruz    | 0 - 0     | Cruz Azul            | Luis "Pirata" Fuente | 13 de septiembre | 21:00     | 18 940       | 2          | 0         |           |
| Tijuana     | 1 - 1     | Tigres               | Caliente             | 13 de septiembre | 21:06     | 26 158       | 5          | 2         |           |
| Monterrey   | 0 - 2     | Necaxa               | BBVA                 | 14 de septiembre | 17:00     | 35 686       | 2          | 1         |           |
| León        | 3 - 1     | Juárez               | León                 | 14 de septiembre | 19:00     | 26 316       | 7          | 1         |           |
| Guadalajara | 1 - 0     | Atlas                | Akron                | 14 de septiembre | 19:00     | 37 168       | 7          | 1         |           |
| América     | 1 - 1     | UNAM                 | Azteca               | 14 de septiembre | 21:06     | 38 317       | 5          | 1         |           |
| Toluca      | 0 - 2     | Morelia              | Nemesio Díez         | 15 de septiembre | 12:00     | 15 226       | 0          | 0         |           |
| Santos      | 2 - 2     | Pachuca              | Corona               | 15 de septiembre | 18:45     | 22 677       | 3          | 0         |           |
| Descanso    | Descanso  | Descanso             | Querétaro            | Querétaro        | Querétaro | Querétaro    | Querétaro  | Querétaro |           |

| Jornada 10           | Jornada 10 | Jornada 10  | Jornada 10              | Jornada 10       | Jornada 10 | Jornada 10   | Jornada 10 | Jornada 10 | Jornada 10 |
| Local                | Resultado  | Visitante   | Estadio                 | Fecha            | Hora       | Espectadores | Amonestado | Expulsado  |            |
| -------------------- | ---------- | ----------- | ----------------------- | ---------------- | ---------- | ------------ | ---------- | ---------- | ---------- |
| Morelia              | 1 - 0      | Guadalajara | Morelos                 | 20 de septiembre | 21:00      | 26 019       | 3          | 0          |            |
| Atlas                | 0 - 1      | Toluca      | Jalisco                 | 20 de septiembre | 21:00      | 19 725       | 6          | 0          |            |
| Atlético de San Luis | 2 - 3      | Santos      | Alfonso Lastras Ramírez | 21 de septiembre | 17:00      | 20 759       | 4          | 0          |            |
| Necaxa               | 2 - 4      | León        | Victoria                | 21 de septiembre | 17:00      | 17 757       | 9          | 0          |            |
| Monterrey            | 3 - 2      | Puebla      | BBVA                    | 21 de septiembre | 17:00      | 33 060       | 2          | 0          |            |
| Pachuca              | 4 - 1      | Tijuana     | Hidalgo                 | 21 de septiembre | 19:00      | 18 318       | 2          | 0          |            |
| América              | 2 - 2      | Querétaro   | Azteca                  | 21 de septiembre | 21:05      | 28 032       | 6          | 0          |            |
| UNAM                 | 1 - 1      | Cruz Azul   | Olímpico Universitario  | 22 de septiembre | 12:00      | 30 458       | 4          | 0          |            |
| Juárez               | 2 - 0      | Veracruz    | Olímpico Benito Juárez  | 22 de septiembre | 19:00      | 18 432       | 2          | 0          |            |
| Descanso             | Descanso   | Descanso    | Tigres                  | Tigres           | Tigres     | Tigres       | Tigres     | Tigres     |            |

| Jornada 11  | Jornada 11 | Jornada 11           | Jornada 11             | Jornada 11       | Jornada 11 | Jornada 11   | Jornada 11 | Jornada 11 | Jornada 11 |
| Local       | Resultado  | Visitante            | Estadio                | Fecha            | Hora       | Espectadores | Amonestado | Expulsado  |            |
| ----------- | ---------- | -------------------- | ---------------------- | ---------------- | ---------- | ------------ | ---------- | ---------- | ---------- |
| Querétaro   | 1 - 2      | Necaxa               | Corregidora            | 24 de septiembre | 19:00      | 16 975       | 3          | 0          |            |
| Tigres      | 0 - 1      | Puebla               | Universitario          | 24 de septiembre | 19:00      | 38 638       | 0          | 0          |            |
| Guadalajara | 2 - 4      | Pachuca              | Akron                  | 24 de septiembre | 21:00      | 22 781       | 1          | 0          |            |
| León        | 1 - 1      | Atlas                | León                   | 24 de septiembre | 21:00      | 25 787       | 2          | 0          |            |
| Juárez      | 1 - 1      | América              | Olímpico Benito Juárez | 25 de septiembre | 19:00      | 19 704       | 2          | 0          |            |
| Santos      | 5 - 0      | Veracruz             | Corona                 | 25 de septiembre | 19:00      | 18 622       | 2          | 1          |            |
| Cruz Azul   | 1 - 1      | Monterrey            | Azteca                 | 25 de septiembre | 21:05      | 12 412       | 5          | 0          |            |
| Tijuana     | 3 - 2      | Morelia              | Caliente               | 25 de septiembre | 21:06      | 24 133       | 7          | 0          |            |
| Toluca      | 3 - 1      | Atlético de San Luis | Nemesio Díez           | 26 de septiembre | 20:00      | 13 535       | 5          | 1          |            |
| Descanso    | Descanso   | Descanso             | UNAM                   | UNAM             | UNAM       | UNAM         | UNAM       | UNAM       |            |

| Jornada 12           | Jornada 12 | Jornada 12  | Jornada 12              | Jornada 12       | Jornada 12 | Jornada 12   | Jornada 12 | Jornada 12 | Jornada 12 |
| Local                | Resultado  | Visitante   | Estadio                 | Fecha            | Hora       | Espectadores | Amonestado | Expulsado  |            |
| -------------------- | ---------- | ----------- | ----------------------- | ---------------- | ---------- | ------------ | ---------- | ---------- | ---------- |
| Puebla               | 2 - 1      | León        | Cuauhtémoc              | 27 de septiembre | 19:00      | 15 877       | 5          | 0          |            |
| Atlas                | 2 - 0      | Querétaro   | Jalisco                 | 27 de septiembre | 21:00      | 17 633       | 7          | 0          |            |
| Pachuca              | 2 - 0      | Cruz Azul   | Hidalgo                 | 28 de septiembre | 17:00      | 24 922       | 2          | 0          |            |
| Necaxa               | 0 - 0      | Juárez      | Victoria                | 28 de septiembre | 19:00      | 10 688       | 6          | 0          |            |
| Monterrey            | 0 - 2      | Tigres      | BBVA                    | 28 de septiembre | 19:06      | 44 972       | 3          | 0          |            |
| América              | 4 - 1      | Guadalajara | Azteca                  | 28 de septiembre | 21:05      | 63 908       | 3          | 2          |            |
| UNAM                 | 2 - 0      | Santos      | Olímpico Universitario  | 29 de septiembre | 12:00      | 16 203       | 6          | 1          |            |
| Atlético de San Luis | 2 - 3      | Tijuana     | Alfonso Lastras Ramírez | 29 de septiembre | 17:00      | 15 751       | 5          | 0          |            |
| Veracruz             | 1 - 1      | Toluca      | Luis "Pirata" Fuente    | 29 de septiembre | 19:00      | 8 698        | 6          | 0          |            |
| Descanso             | Descanso   | Descanso    | Morelia                 | Morelia          | Morelia    | Morelia      | Morelia    | Morelia    |            |

| Jornada 13  | Jornada 13 | Jornada 13           | Jornada 13             | Jornada 13   | Jornada 13 | Jornada 13   | Jornada 13 | Jornada 13 | Jornada 13 |
| Local       | Resultado  | Visitante            | Estadio                | Fecha        | Hora       | Espectadores | Amonestado | Expulsado  |            |
| ----------- | ---------- | -------------------- | ---------------------- | ------------ | ---------- | ------------ | ---------- | ---------- | ---------- |
| Morelia     | 2 - 3      | Necaxa               | Morelos                | 4 de octubre | 21:00      | 19 134       | 6          | 0          |            |
| León        | 1 - 1      | Veracruz             | León                   | 5 de octubre | 17:00      | 21 946       | 5          | 1          |            |
| Cruz Azul   | 5 - 2      | América              | Azteca                 | 5 de octubre | 19:00      | 30 568       | 9          | 1          |            |
| Tigres      | 4 - 0      | Santos               | Universitario          | 5 de octubre | 19:00      | 41 426       | 2          | 0          |            |
| Tijuana     | 2 - 2      | Atlas                | Caliente               | 5 de octubre | 21:06      | 26 158       | 3          | 3          |            |
| Guadalajara | 1 - 1      | UNAM                 | Akron                  | 5 de octubre | 21:08      | 35 800       | 6          | 2          |            |
| Toluca      | 1 - 1      | Puebla               | Nemesio Díez           | 6 de octubre | 12:00      | 12 533       | 3          | 0          |            |
| Juárez      | 1 - 2      | Atlético de San Luis | Olímpico Benito Juárez | 6 de octubre | 18:00      | 17 797       | 1          | 0          |            |
| Querétaro   | 2 - 1      | Monterrey            | Corregidora            | 6 de octubre | 20:00      | 17 517       | 5          | 1          |            |
| Descanso    | Descanso   | Descanso             | Pachuca                | Pachuca      | Pachuca    | Pachuca      | Pachuca    | Pachuca    |            |

| Jornada 14           | Jornada 14 | Jornada 14  | Jornada 14              | Jornada 14    | Jornada 14 | Jornada 14   | Jornada 14 | Jornada 14 | Jornada 14 |
| Local                | Resultado  | Visitante   | Estadio                 | Fecha         | Hora       | Espectadores | Amonestado | Expulsado  |            |
| -------------------- | ---------- | ----------- | ----------------------- | ------------- | ---------- | ------------ | ---------- | ---------- | ---------- |
| Puebla               | 0 - 1      | Atlas       | Cuauhtémoc              | 18 de octubre | 19:00      | 15 238       | 1          | 0          |            |
| Veracruz             | 1 - 3      | Tigres      | Luis "Pirata" Fuente    | 18 de octubre | 21:00      | 7 838        | 2          | 1          |            |
| Santos               | 4 - 1      | Tijuana     | Corona                  | 18 de octubre | 21:00      | 19 537       | 3          | 0          |            |
| Cruz Azul            | 2 - 3      | Morelia     | Azteca                  | 19 de octubre | 17:00      | 27 434       | 6          | 0          |            |
| Pachuca              | 0 - 1      | Juárez      | Hidalgo                 | 19 de octubre | 19:00      | 16 884       | 9          | 0          |            |
| Necaxa               | 2 - 2      | América     | Victoria                | 19 de octubre | 21:05      | 23 851       | 3          | 1          |            |
| UNAM                 | 1 - 2      | León        | Olímpico Universitario  | 20 de octubre | 12:00      | 20 040       | 2          | 0          |            |
| Atlético de San Luis | 0 - 2      | Querétaro   | Alfonso Lastras Ramírez | 20 de octubre | 17:00      | 19 235       | 1          | 0          |            |
| Monterrey            | 1 - 1      | Guadalajara | BBVA                    | 20 de octubre | 18:50      | 38 217       | 2          | 0          |            |
| Descanso             | Descanso   | Descanso    | Toluca                  | Toluca        | Toluca     | Toluca       | Toluca     | Toluca     |            |

| Jornada 15 | Jornada 15 | Jornada 15           | Jornada 15             | Jornada 15    | Jornada 15 | Jornada 15   | Jornada 15 | Jornada 15 | Jornada 15 |
| Local      | Resultado  | Visitante            | Estadio                | Fecha         | Hora       | Espectadores | Amonestado | Expulsado  |            |
| ---------- | ---------- | -------------------- | ---------------------- | ------------- | ---------- | ------------ | ---------- | ---------- | ---------- |
| Morelia    | 2 - 2      | Santos               | Morelos                | 25 de octubre | 19:00      | 13 674       | 5          | 1          |            |
| Atlas      | 0 - 2      | Necaxa               | Jalisco                | 25 de octubre | 21:00      | 23 248       | 1          | 0          |            |
| Tijuana    | 2 - 0      | Veracruz             | Caliente               | 25 de octubre | 21:06      | 21 333       | 1          | 0          |            |
| Querétaro  | 3 - 0      | UNAM                 | Corregidora            | 26 de octubre | 17:00      | 26 553       | 4          | 0          |            |
| América    | 2 - 0      | Puebla               | Azteca                 | 26 de octubre | 19:00      | 20 057       | 2          | 0          |            |
| León       | 3 - 2      | Atlético de San Luis | León                   | 26 de octubre | 19:00      | 23 278       | 5          | 1          |            |
| Tigres     | 1 - 1      | Cruz Azul            | Universitario          | 26 de octubre | 21:00      | 41 886       | 1          | 0          |            |
| Toluca     | 2 - 0      | Pachuca              | Nemesio Díez           | 27 de octubre | 12:00      | 14 096       | 3          | 0          |            |
| Juárez     | 1 - 2      | Guadalajara          | Olímpico Benito Juárez | 27 de octubre | 19:00      | 19 710       | 7          | 1          |            |
| Descanso   | Descanso   | Descanso             | Monterrey              | Monterrey     | Monterrey  | Monterrey    | Monterrey  | Monterrey  |            |

| Jornada 16           | Jornada 16 | Jornada 16 | Jornada 16              | Jornada 16    | Jornada 16 | Jornada 16   | Jornada 16 | Jornada 16 | Jornada 16 |
| Local                | Resultado  | Visitante  | Estadio                 | Fecha         | Hora       | Espectadores | Amonestado | Expulsado  |            |
| -------------------- | ---------- | ---------- | ----------------------- | ------------- | ---------- | ------------ | ---------- | ---------- | ---------- |
| Santos               | 1 - 0      | Querétaro  | Corona                  | 29 de octubre | 19:00      | 19 688       | 0          | 0          |            |
| Veracruz             | 1 - 0      | Puebla     | Luis "Pirata" Fuente    | 29 de octubre | 19:00      | 4 725        | 5          | 0          |            |
| Atlético de San Luis | 0 - 1      | América    | Alfonso Lastras Ramírez | 29 de octubre | 19:00      | 0 (Veto)     | 4          | 0          |            |
| UNAM                 | 5 - 1      | Atlas      | Olímpico Universitario  | 29 de octubre | 21:00      | 10 423       | 3          | 1          |            |
| Pachuca              | 2 - 3      | Monterrey  | Hidalgo                 | 30 de octubre | 19:00      | 17 552       | 2          | 1          |            |
| Guadalajara          | 0 - 1      | Tijuana    | Akron                   | 30 de octubre | 21:00      | 22 793       | 6          | 0          |            |
| Tigres               | 1 - 0      | Toluca     | Universitario           | 30 de octubre | 21:00      | 37 653       | 4          | 1          |            |
| Morelia              | 6 - 1      | Juárez     | Morelos                 | 31 de octubre | 19:00      | 13 908       | 3          | 0          |            |
| Cruz Azul            | 1 - 0      | León       | Azteca                  | 31 de octubre | 21:00      | 8 938        | 4          | 0          |            |
| Descanso             | Descanso   | Descanso   | Necaxa                  | Necaxa        | Necaxa     | Necaxa       | Necaxa     | Necaxa     |            |

| Jornada 17 | Jornada 17 | Jornada 17           | Jornada 17             | Jornada 17     | Jornada 17 | Jornada 17   | Jornada 17 | Jornada 17 | Jornada 17 |
| Local      | Resultado  | Visitante            | Estadio                | Fecha          | Hora       | Espectadores | Amonestado | Expulsado  |            |
| ---------- | ---------- | -------------------- | ---------------------- | -------------- | ---------- | ------------ | ---------- | ---------- | ---------- |
| Puebla     | 1 - 1      | UNAM                 | Cuauhtémoc             | 1 de noviembre | 19:00      | 18 970       | 5          | 0          |            |
| Atlas      | 1 - 2      | Atlético de San Luis | Jalisco                | 1 de noviembre | 21:00      | 16 915       | 2          | 1          |            |
| Querétaro  | 0 - 0      | Tigres               | Corregidora            | 2 de noviembre | 17:00      | 27 822       | 5          | 0          |            |
| América    | 1 - 2      | Santos               | Azteca                 | 2 de noviembre | 19:00      | 21 855       | 6          | 2          |            |
| Monterrey  | 1 - 1      | Veracruz             | BBVA                   | 2 de noviembre | 19:06      | 30 635       | 6          | 0          |            |
| Necaxa     | 1 - 2      | Pachuca              | Victoria               | 2 de noviembre | 21:05      | 11 868       | 4          | 0          |            |
| Toluca     | 1 - 3      | Guadalajara          | Nemesio Díez           | 3 de noviembre | 12:00      | 23 153       | 4          | 0          |            |
| Juárez     | 3 - 0      | Tijuana              | Olímpico Benito Juárez | 3 de noviembre | 19:00      | 18 782       | 6          | 0          |            |
| León       | 1 - 1      | Morelia              | León                   | 3 de noviembre | 20:00      | 14 655       | 7          | 1          |            |
| Descanso   | Descanso   | Descanso             | Cruz Azul              | Cruz Azul      | Cruz Azul  | Cruz Azul    | Cruz Azul  | Cruz Azul  |            |

| Jornada 18           | Jornada 18 | Jornada 18 | Jornada 18              | Jornada 18      | Jornada 18 | Jornada 18   | Jornada 18 | Jornada 18 | Jornada 18 |
| Local                | Resultado  | Visitante  | Estadio                 | Fecha           | Hora       | Espectadores | Amonestado | Expulsado  |            |
| -------------------- | ---------- | ---------- | ----------------------- | --------------- | ---------- | ------------ | ---------- | ---------- | ---------- |
| Morelia              | 3 - 2      | Puebla     | Morelos                 | 8 de noviembre  | 19:00      | 20 754       | 6          | 0          |            |
| Veracruz             | 0 - 5      | América    | Luis "Pirata" Fuente    | 8 de noviembre  | 21:00      | 17 856       | 0          | 0          |            |
| Tijuana              | 0 - 4      | Monterrey  | Caliente                | 8 de noviembre  | 21:10      | 26 158       | 5          | 1          |            |
| Atlético de San Luis | 0 - 2      | Necaxa     | Alfonso Lastras Ramírez | 9 de noviembre  | 17:00      | 0 (Veto)     | 1          | 0          |            |
| Tigres               | 0 - 0      | Pachuca    | Universitario           | 9 de noviembre  | 19:00      | 41 269       | 4          | 0          |            |
| Guadalajara          | 3 - 2      | Querétaro  | Akron                   | 9 de noviembre  | 21:00      | 23 818       | 7          | 1          |            |
| León                 | 4 - 0      | Toluca     | León                    | 9 de noviembre  | 21:00      | 20 324       | 3          | 0          |            |
| UNAM                 | 1 - 1      | Juárez     | Olímpico Universitario  | 10 de noviembre | 12:00      | 18 045       | 4          | 0          |            |
| Santos               | 3 - 1      | Cruz Azul  | Corona                  | 10 de noviembre | 18:45      | 28 016       | 6          | 0          |            |
| Descanso             | Descanso   | Descanso   | Atlas                   | Atlas           | Atlas      | Atlas        | Atlas      | Atlas      |            |

| Jornada 19  | Jornada 19 | Jornada 19           | Jornada 19             | Jornada 19      | Jornada 19 | Jornada 19   | Jornada 19 | Jornada 19 | Jornada 19 |
| Local       | Resultado  | Visitante            | Estadio                | Fecha           | Hora       | Espectadores | Amonestado | Expulsado  |            |
| ----------- | ---------- | -------------------- | ---------------------- | --------------- | ---------- | ------------ | ---------- | ---------- | ---------- |
| Puebla      | 3 - 0      | Necaxa               | Cuauhtémoc             | 22 de noviembre | 19:00      | 16 875       | 3          | 1          |            |
| Tijuana     | 1 - 2      | León                 | Caliente               | 22 de noviembre | 21:00      | 26 158       | 4          | 1          |            |
| Querétaro   | 3 - 1      | Morelia              | Corregidora            | 23 de noviembre | 17:00      | 20 851       | 2          | 0          |            |
| Cruz Azul   | 3 - 1      | Atlético de San Luis | Azteca                 | 23 de noviembre | 19:00      | 7 176        | 0          | 0          |            |
| Monterrey   | 2 - 0      | Atlas                | BBVA                   | 23 de noviembre | 19:00      | 40 242       | 2          | 1          |            |
| Pachuca     | 2 - 0      | UNAM                 | Hidalgo                | 23 de noviembre | 21:00      | 15 462       | 0          | 0          |            |
| Guadalajara | 3 - 1      | Veracruz             | Akron                  | 23 de noviembre | 21:00      | 30 356       | 0          | 0          |            |
| Toluca      | 2 - 2      | Santos               | Nemesio Díez           | 24 de noviembre | 12:00      | 13 829       | 2          | 1          |            |
| Juárez      | 1 - 2      | Tigres               | Olímpico Benito Juárez | 24 de noviembre | 19:00      | 19 310       | 4          | 0          |            |
| Descanso    | Descanso   | Descanso             | América                | América         | América    | América      | América    | América    |            |

## Clasificación
| Pos. | Equipo               | Pts. | PJ | G  | E | P  | GF | GC | Dif. | Clasificación                   |
| ---- | -------------------- | ---- | -- | -- | - | -- | -- | -- | ---- | ------------------------------- |
| 1    | Santos               | 37   | 18 | 11 | 4 | 3  | 40 | 25 | +15  | Cuartos de final de la liguilla |
| 2    | León                 | 33   | 18 | 9  | 6 | 3  | 38 | 23 | +15  | Cuartos de final de la liguilla |
| 3    | Tigres               | 32   | 18 | 8  | 8 | 2  | 26 | 14 | +12  | Cuartos de final de la liguilla |
| 4    | Querétaro            | 31   | 18 | 9  | 4 | 5  | 31 | 19 | +12  | Cuartos de final de la liguilla |
| 5    | Necaxa               | 31   | 18 | 9  | 4 | 5  | 33 | 23 | +10  | Cuartos de final de la liguilla |
| 6    | América              | 31   | 18 | 8  | 7 | 3  | 32 | 22 | +10  | Cuartos de final de la liguilla |
| 7    | Morelia              | 27   | 18 | 8  | 3 | 7  | 31 | 26 | +5   | Cuartos de final de la liguilla |
| 8    | Monterrey (C)        | 27   | 18 | 8  | 3 | 7  | 27 | 23 | +4   | Cuartos de final de la liguilla |
| 9    | Pachuca              | 25   | 18 | 7  | 4 | 7  | 32 | 26 | +6   |                                 |
| 10   | Guadalajara          | 25   | 18 | 7  | 4 | 7  | 28 | 28 | 0    |                                 |
| 11   | Tijuana              | 24   | 18 | 7  | 3 | 8  | 26 | 36 | −10  |                                 |
| 12   | Cruz Azul            | 23   | 18 | 5  | 8 | 5  | 25 | 24 | +1   |                                 |
| 13   | UNAM                 | 23   | 18 | 6  | 5 | 7  | 21 | 20 | +1   |                                 |
| 14   | Atlas                | 21   | 18 | 6  | 3 | 9  | 19 | 26 | −7   |                                 |
| 15   | Atlético de San Luis | 20   | 18 | 6  | 2 | 10 | 22 | 31 | −9   |                                 |
| 16   | Juárez               | 18   | 18 | 5  | 3 | 10 | 17 | 27 | −10  |                                 |
| 17   | Toluca               | 17   | 18 | 4  | 5 | 9  | 16 | 26 | −10  |                                 |
| 18   | Puebla               | 17   | 18 | 4  | 5 | 9  | 20 | 31 | −11  |                                 |
| 19   | Veracruz             | 8    | 18 | 1  | 5 | 12 | 11 | 45 | −34  | Desafiliado por la FMF          |

 Fuente: Liga BBVA MX

## Evolución
| Equipo                                                      | 1  | 2  | 3  | 4  | 5  | 6  | 7  | 8  | 9  | 10 | 11 | 12 | 13 | 14 | 15 | 16 | 17 | 18 | 19 |
| ----------------------------------------------------------- | -- | -- | -- | -- | -- | -- | -- | -- | -- | -- | -- | -- | -- | -- | -- | -- | -- | -- | -- |
| Santos Laguna                                               | 1  | 1  | 1  | 1  | 3  | 1  | 2  | 2  | 3  | 1  | 1  | 1  | 2  | 1  | 3  | 1  | 1  | 1  | 1  |
| León                                                        | 4  | 6  | 8  | 12 | 10 | 6  | 7  | 7  | 5  | 2  | 3  | 4  | 5  | 4  | 4  | 6  | 6  | 4  | 2  |
| Tigres UANL                                                 | 3  | 8  | 5  | 4  | 4  | 4  | 4  | 5  | 6  | 8  | 9  | 7  | 6  | 5  | 6  | 5  | 4  | 5  | 3  |
| Querétaro                                                   | 6  | 7  | 2  | 2  | 1  | 3  | 1  | 1  | 2  | 3  | 4  | 6  | 3  | 3  | 2  | 4  | 3  | 6  | 4  |
| Necaxa                                                      | 10 | 15 | 7  | 11 | 9  | 5  | 6  | 4  | 1  | 4  | 2  | 2  | 1  | 2  | 1  | 2  | 2  | 2  | 5  |
| América                                                     | 2  | 4  | 3  | 3  | 2  | 2  | 3  | 3  | 4  | 5  | 5  | 3  | 4  | 6  | 5  | 3  | 5  | 3  | 6  |
| Monarcas Morelia                                            | 14 | 18 | 13 | 13 | 15 | 15 | 15 | 13 | 8  | 6  | 6  | 11 | 13 | 8  | 9  | 8  | 7  | 7  | 7  |
| Monterrey                                                   | 13 | 17 | 12 | 9  | 6  | 9  | 5  | 8  | 11 | 7  | 7  | 12 | 14 | 12 | 13 | 12 | 11 | 8  | 8  |
| Pachuca                                                     | 15 | 13 | 17 | 16 | 13 | 11 | 12 | 14 | 15 | 12 | 8  | 5  | 7  | 9  | 10 | 13 | 10 | 11 | 9  |
| Guadalajara                                                 | 19 | 9  | 10 | 6  | 11 | 12 | 14 | 15 | 12 | 14 | 15 | 17 | 17 | 16 | 16 | 16 | 15 | 12 | 10 |
| Cruz Azul                                                   | 9  | 11 | 15 | 10 | 8  | 8  | 10 | 11 | 13 | 13 | 14 | 14 | 12 | 14 | 12 | 11 | 13 | 14 | 12 |
| Tijuana                                                     | 5  | 5  | 9  | 7  | 12 | 13 | 8  | 12 | 14 | 15 | 13 | 10 | 10 | 11 | 8  | 7  | 8  | 9  | 11 |
| Pumas UNAM                                                  | 7  | 2  | 4  | 8  | 5  | 7  | 11 | 9  | 9  | 9  | 10 | 8  | 8  | 10 | 11 | 9  | 9  | 10 | 13 |
| Atlas                                                       | 8  | 3  | 6  | 5  | 7  | 10 | 9  | 6  | 10 | 11 | 11 | 9  | 9  | 7  | 7  | 10 | 12 | 13 | 14 |
| Atlético San Luis                                           | 17 | 10 | 11 | 15 | 14 | 14 | 13 | 10 | 7  | 10 | 12 | 13 | 11 | 13 | 14 | 14 | 14 | 15 | 15 |
| Juárez                                                      | 12 | 19 | 14 | 14 | 16 | 17 | 18 | 16 | 16 | 16 | 17 | 18 | 18 | 15 | 17 | 17 | 16 | 16 | 16 |
| Toluca                                                      | 18 | 14 | 18 | 18 | 17 | 16 | 16 | 18 | 18 | 17 | 16 | 16 | 15 | 17 | 15 | 15 | 17 | 17 | 17 |
| Puebla                                                      | 16 | 16 | 16 | 17 | 18 | 18 | 17 | 17 | 17 | 18 | 18 | 15 | 16 | 18 | 18 | 18 | 18 | 18 | 18 |
| Veracruz                                                    | 11 | 12 | 19 | 19 | 19 | 19 | 19 | 19 | 19 | 19 | 19 | 19 | 19 | 19 | 19 | 19 | 19 | 19 | 19 |
| Actualizado el 24 de noviembre de 2019                      |    |    |    |    |    |    |    |    |    |    |    |    |    |    |    |    |    |    |    |
| #: Indica la posición del equipo en su jornada de descanso. |    |    |    |    |    |    |    |    |    |    |    |    |    |    |    |    |    |    |    |

## Cocientes
| Pos. | Equipo            | A17          | C18          | A18          | C19          | A19 | Puntos | A17J         | C18J         | A18J         | C19J         | A19J | Juegos | DG  | Cociente |
| ---- | ----------------- | ------------ | ------------ | ------------ | ------------ | --- | ------ | ------------ | ------------ | ------------ | ------------ | ---- | ------ | --- | -------- |
| 1    | Tigres UANL       | 32           | 28           | 29           | 37           | 32  | 158    | 17           | 17           | 17           | 17           | 18   | 86     | 62  | 1.8372   |
| 2    | Monterrey         | 37           | 29           | 30           | 30           | 27  | 153    | 17           | 17           | 17           | 17           | 18   | 86     | 48  | 1.7791   |
| 3    | América           | 30           | 29           | 33           | 29           | 31  | 152    | 17           | 17           | 17           | 17           | 18   | 86     | 50  | 1.7674   |
| 4    | León              | 26           | 22           | 18           | 41           | 33  | 140    | 17           | 17           | 17           | 17           | 18   | 86     | 32  | 1.6279   |
| 5    | Cruz Azul         | 27           | 22           | 36           | 30           | 23  | 138    | 17           | 17           | 17           | 17           | 18   | 86     | 29  | 1.6047   |
| 6    | Santos            | 18           | 29           | 30           | 22           | 37  | 136    | 17           | 17           | 17           | 17           | 18   | 86     | 28  | 1.5814   |
| 7    | Toluca            | 29           | 36           | 26           | 25           | 17  | 133    | 17           | 17           | 17           | 17           | 18   | 86     | 14  | 1.5465   |
| 8    | Necaxa            | 24           | 22           | 14           | 29           | 31  | 120    | 17           | 17           | 17           | 17           | 18   | 86     | 16  | 1.3953   |
| 9    | Pachuca           | 19           | 23           | 24           | 28           | 25  | 119    | 17           | 17           | 17           | 17           | 18   | 86     | 20  | 1.3837   |
| 10   | Monarcas Morelia  | 29           | 24           | 25           | 13           | 27  | 118    | 17           | 17           | 17           | 17           | 18   | 86     | -3  | 1.3721   |
| 11   | Tijuana           | 21           | 25           | 17           | 28           | 24  | 115    | 17           | 17           | 17           | 17           | 18   | 86     | -17 | 1.3372   |
| 12   | Pumas UNAM        | 13           | 24           | 30           | 17           | 23  | 107    | 17           | 17           | 17           | 17           | 18   | 86     | -5  | 1.2442   |
| 13   | Querétaro         | 16           | 18           | 26           | 11           | 31  | 102    | 17           | 17           | 17           | 17           | 18   | 86     | -21 | 1.1860   |
| 14   | Puebla            | 16           | 23           | 20           | 24           | 17  | 100    | 17           | 17           | 17           | 17           | 18   | 86     | -29 | 1.1628   |
| 15   | Guadalajara       | 18           | 15           | 20           | 18           | 25  | 96     | 17           | 17           | 17           | 17           | 18   | 86     | -18 | 1.1163   |
| 16   | Atlético San Luis | 'Ascenso MX' | 'Ascenso MX' | 'Ascenso MX' | 'Ascenso MX' | 20  | 20     | 'Ascenso MX' | 'Ascenso MX' | 'Ascenso MX' | 'Ascenso MX' | 18   | 18     | -9  | 1.1111   |
| 17   | Juárez            |              |              | 19           | 20           | 18  | 57     |              |              | 17           | 17           | 18   | 52     | -32 | 1.0962   |
| 18   | Atlas             | 25           | 18           | 11           | 19           | 21  | 94     | 17           | 17           | 17           | 17           | 18   | 86     | -36 | 1.0930   |
| 19   | Veracruz          |              |              |              |              | 8   | 8      |              |              |              |              | 18   | 18     | -34 | 0.4444   |

## Liguilla
|  | Cuartos de final                                                                | Cuartos de final                                                                | Cuartos de final                                                                | Cuartos de final                                                                | Cuartos de final                                                                |   |       | Semifinales                                                          | Semifinales                                                          | Semifinales                                                          | Semifinales                                                          | Semifinales                                                          |  |   | Final                                                          | Final                                                          | Final                                                          | Final                                                          | Final                                                          |  |
|  | 27 y 28 de noviembre de 2019 (ida) 30 de nov. y 1 de diciembre de 2019 (vuelta) | 27 y 28 de noviembre de 2019 (ida) 30 de nov. y 1 de diciembre de 2019 (vuelta) | 27 y 28 de noviembre de 2019 (ida) 30 de nov. y 1 de diciembre de 2019 (vuelta) | 27 y 28 de noviembre de 2019 (ida) 30 de nov. y 1 de diciembre de 2019 (vuelta) | 27 y 28 de noviembre de 2019 (ida) 30 de nov. y 1 de diciembre de 2019 (vuelta) |   |       | 4 y 5 de diciembre de 2019 (ida) 7 y 8 de diciembre de 2019 (vuelta) | 4 y 5 de diciembre de 2019 (ida) 7 y 8 de diciembre de 2019 (vuelta) | 4 y 5 de diciembre de 2019 (ida) 7 y 8 de diciembre de 2019 (vuelta) | 4 y 5 de diciembre de 2019 (ida) 7 y 8 de diciembre de 2019 (vuelta) | 4 y 5 de diciembre de 2019 (ida) 7 y 8 de diciembre de 2019 (vuelta) |  |   | 26 de diciembre de 2019 (ida) 29 de diciembre de 2019 (vuelta) | 26 de diciembre de 2019 (ida) 29 de diciembre de 2019 (vuelta) | 26 de diciembre de 2019 (ida) 29 de diciembre de 2019 (vuelta) | 26 de diciembre de 2019 (ida) 29 de diciembre de 2019 (vuelta) | 26 de diciembre de 2019 (ida) 29 de diciembre de 2019 (vuelta) |  |
|  |                                                                                 |                                                                                 |                                                                                 |                                                                                 |                                                                                 |   |       |                                                                      |                                                                      |                                                                      |                                                                      |                                                                      |  |   |                                                                |                                                                |                                                                |                                                                |                                                                |  |
|  |                                                                                 |                                                                                 |                                                                                 |                                                                                 |                                                                                 |   |       |                                                                      |                                                                      |                                                                      |                                                                      |                                                                      |  |   |                                                                |                                                                |                                                                |                                                                |                                                                |  |
|  | 3                                                                               | Tigres                                                                          | 2                                                                               | 2                                                                               | 4                                                                               |   |       |                                                                      |                                                                      |                                                                      |                                                                      |                                                                      |  |   |                                                                |                                                                |                                                                |                                                                |                                                                |  |
|  | 3                                                                               | Tigres                                                                          | 2                                                                               | 2                                                                               | 4                                                                               |   |       |                                                                      |                                                                      |                                                                      |                                                                      |                                                                      |  |   |                                                                |                                                                |                                                                |                                                                |                                                                |  |
|  | 6                                                                               | América                                                                         | 1                                                                               | 4                                                                               | 5                                                                               |   |       |                                                                      |                                                                      |                                                                      |                                                                      |                                                                      |  |   |                                                                |                                                                |                                                                |                                                                |                                                                |  |
|  | 6                                                                               | América                                                                         | 1                                                                               | 4                                                                               | 5                                                                               |   | 6     | América (*)                                                          | 0                                                                    | 2                                                                    | 2                                                                    |                                                                      |  |   |                                                                |                                                                |                                                                |                                                                |                                                                |  |
|  |                                                                                 |                                                                                 |                                                                                 |                                                                                 |                                                                                 |   | 6     | América (*)                                                          | 0                                                                    | 2                                                                    | 2                                                                    |                                                                      |  |   |                                                                |                                                                |                                                                |                                                                |                                                                |  |
|  |                                                                                 |                                                                                 | 7                                                                               | Morelia                                                                         | 2                                                                               | 0 | 2     |                                                                      |                                                                      |                                                                      |                                                                      |                                                                      |  |   |                                                                |                                                                |                                                                |                                                                |                                                                |  |
|  | 2                                                                               | León                                                                            | 7                                                                               | Morelia                                                                         | 2                                                                               | 0 | 2     | 3                                                                    | 1                                                                    | 4                                                                    |                                                                      |                                                                      |  |   |                                                                |                                                                |                                                                |                                                                |                                                                |  |
|  | 2                                                                               | León                                                                            |                                                                                 |                                                                                 |                                                                                 |   |       |                                                                      |                                                                      | 4                                                                    |                                                                      |                                                                      |  |   |                                                                |                                                                |                                                                |                                                                |                                                                |  |
|  | 7                                                                               | Morelia                                                                         | 3                                                                               | 2                                                                               | 5                                                                               |   |       |                                                                      |                                                                      |                                                                      |                                                                      |                                                                      |  |   |                                                                |                                                                |                                                                |                                                                |                                                                |  |
|  | 7                                                                               | Morelia                                                                         | 3                                                                               | 2                                                                               | 5                                                                               |   |       |                                                                      |                                                                      |                                                                      |                                                                      |                                                                      |  | 6 | América                                                        | 1                                                              | 2                                                              | 3 (2)                                                          |                                                                |  |
|  |                                                                                 |                                                                                 |                                                                                 |                                                                                 |                                                                                 |   |       |                                                                      |                                                                      |                                                                      |                                                                      |                                                                      |  | 6 | América                                                        | 1                                                              | 2                                                              | 3 (2)                                                          |                                                                |  |
|  |                                                                                 |                                                                                 | 8                                                                               | Monterrey (p.)                                                                  | 2                                                                               | 1 | 3 (4) |                                                                      |                                                                      |                                                                      |                                                                      |                                                                      |  |   |                                                                |                                                                |                                                                |                                                                |                                                                |  |
|  | 4                                                                               | Querétaro                                                                       | 8                                                                               | Monterrey (p.)                                                                  | 2                                                                               | 1 | 3 (4) | 0                                                                    | 2                                                                    | 2                                                                    |                                                                      |                                                                      |  |   |                                                                |                                                                |                                                                |                                                                |                                                                |  |
|  | 4                                                                               | Querétaro                                                                       |                                                                                 |                                                                                 |                                                                                 |   |       |                                                                      |                                                                      | 2                                                                    |                                                                      |                                                                      |  |   |                                                                |                                                                |                                                                |                                                                |                                                                |  |
|  | 5                                                                               | Necaxa                                                                          | 3                                                                               | 3                                                                               | 6                                                                               |   |       |                                                                      |                                                                      |                                                                      |                                                                      |                                                                      |  |   |                                                                |                                                                |                                                                |                                                                |                                                                |  |
|  | 5                                                                               | Necaxa                                                                          | 3                                                                               | 3                                                                               | 6                                                                               |   | 5     | Necaxa                                                               | 1                                                                    | 0                                                                    | 1                                                                    |                                                                      |  |   |                                                                |                                                                |                                                                |                                                                |                                                                |  |
|  |                                                                                 |                                                                                 |                                                                                 |                                                                                 |                                                                                 |   | 5     | Necaxa                                                               | 1                                                                    | 0                                                                    | 1                                                                    |                                                                      |  |   |                                                                |                                                                |                                                                |                                                                |                                                                |  |
|  |                                                                                 |                                                                                 | 8                                                                               | Monterrey                                                                       | 2                                                                               | 1 | 3     |                                                                      |                                                                      |                                                                      |                                                                      |                                                                      |  |   |                                                                |                                                                |                                                                |                                                                |                                                                |  |
|  | 1                                                                               | Santos                                                                          | 8                                                                               | Monterrey                                                                       | 2                                                                               | 1 | 3     | 2                                                                    | 1                                                                    | 3                                                                    |                                                                      |                                                                      |  |   |                                                                |                                                                |                                                                |                                                                |                                                                |  |
|  | 1                                                                               | Santos                                                                          |                                                                                 |                                                                                 |                                                                                 |   |       |                                                                      |                                                                      | 3                                                                    |                                                                      |                                                                      |  |   |                                                                |                                                                |                                                                |                                                                |                                                                |  |
|  | 8                                                                               | Monterrey                                                                       | 5                                                                               | 1                                                                               | 6                                                                               |   |       |                                                                      |                                                                      |                                                                      |                                                                      |                                                                      |  |   |                                                                |                                                                |                                                                |                                                                |                                                                |  |
|  | 8                                                                               | Monterrey                                                                       | 5                                                                               | 1                                                                               | 6                                                                               |   |       |                                                                      |                                                                      |                                                                      |                                                                      |                                                                      |  |   |                                                                |                                                                |                                                                |                                                                |                                                                |  |
|  |                                                                                 |                                                                                 |                                                                                 |                                                                                 |                                                                                 |   |       |                                                                      |                                                                      |                                                                      |                                                                      |                                                                      |  |   |                                                                |                                                                |                                                                |                                                                |                                                                |  |

- Campeón y subcampeón clasifican a la Liga de Campeones de la Concacaf 2021

(*) Avanza por su posición de la tabla

### Cuartos de final

#### Santos Laguna - Monterrey
| 28 de noviembre de 2019 | Monterrey                                                          | 5:2 (2:2) | Santos Laguna                    | Estadio BBVA, Guadalupe                                                |                                                                        |
| 19:06                   | D. Pabón 2', 85' · N. Sánchez 8' · G. Arteaga 54' · V. Janssen 70' | Reporte   | J. Furch 23' · E. Castillo 45+3' | Asistencia: 33 635 espectadores Árbitro(s): Jorge Isaac Rojas Castillo | Asistencia: 33 635 espectadores Árbitro(s): Jorge Isaac Rojas Castillo |

| 1 de diciembre de 2019                                    | Santos Laguna | 1:1 (1:0) (Global 3:6) | Monterrey      | Estadio Corona, Torreón                                              |                                                                      |
| 19:00                                                     | B. Lozano 20' | Reporte                | V. Janssen 57' | Asistencia: 25 692 espectadores Árbitro(s): Fernando Hernández Gómez | Asistencia: 25 692 espectadores Árbitro(s): Fernando Hernández Gómez |
| Monterrey avanzó a semifinales con marcador global de 6-3 |               |                        |                |                                                                      |                                                                      |

#### León - Morelia
| 27 de noviembre de 2019 | Morelia                                | 3:3 (2:2) | León                                          | Estadio Morelos, Morelia                                               |                                                                        |
| 19:00                   | E. Flores 10', 32' · L. Mendoza 90+11' | Reporte   | J.J. Macías 8' · A. Mena 18' · F. Navarro 48' | Asistencia: 30 182 espectadores Árbitro(s): José Alfredo Peñaloza Soto | Asistencia: 30 182 espectadores Árbitro(s): José Alfredo Peñaloza Soto |

| 30 de noviembre de 2019                                 | León        | 1:2 (0:0) (Global 4:5) | Morelia                         | Estadio León, León                                                   |                                                                      |
| 19:00                                                   | I. Sosa 52' | Reporte                | M. Sansores 67' · E. Flores 72' | Asistencia: 22 872 espectadores Árbitro(s): Marco Antonio Ortiz Nava | Asistencia: 22 872 espectadores Árbitro(s): Marco Antonio Ortiz Nava |
| Morelia avanzó a semifinales con marcador global de 5-4 |             |                        |                                 |                                                                      |                                                                      |

#### Tigres - América
| 28 de noviembre de 2019 | América        | 1:2 (1:0) | Tigres                         | Estadio Azteca, Ciudad de México                                      |                                                                       |
| 21:05                   | R. Sánchez 39' | Reporte   | G. Pizarro 50' · A. Gignac 67' | Asistencia: 45 005 espectadores Árbitro(s): Fernando Guerrero Ramírez | Asistencia: 45 005 espectadores Árbitro(s): Fernando Guerrero Ramírez |

| 1 de diciembre de 2019                                  | Tigres                        | 2:4 (0:3) (Global 4:5) | América                                                               | Estadio Universitario, San Nicolás de los Garza                |                                                                |
| 21:00                                                   | J. Aquino 57' · A. Gignac 71' | Reporte                | F. Viñas 21' · G. Rodríguez 31' · G. dos Santos 45' · E. Aguilera 80' | Asistencia: 41 615 espectadores Árbitro(s): César Arturo Ramos | Asistencia: 41 615 espectadores Árbitro(s): César Arturo Ramos |
| América avanzó a semifinales con marcador global de 5-4 |                               |                        |                                                                       |                                                                |                                                                |

#### Querétaro - Necaxa
| 27 de noviembre de 2019 | Necaxa                                             | 3:0 (0:0) | Querétaro | Estadio Victoria, Aguascalientes                                 |                                                                  |
| 21:00                   | C. Calderón 51' · L. Gallegos 82' · E. Herrera 90' | Reporte   |           | Asistencia: 13 705 espectadores Árbitro(s): Diego Montaño Robles | Asistencia: 13 705 espectadores Árbitro(s): Diego Montaño Robles |

| 30 de noviembre de 2019                                | Querétaro                  | 2:3 (2:0) (Global 2:6) | Necaxa                                           | Estadio Corregidora, Querétaro                                       |                                                                      |
| 21:05                                                  | M. Ruiz 4' · J. Lucumí 16' | Reporte                | C. Calderón 78' · L. Gallegos 86' · M. Salas 89' | Asistencia: 23 827 espectadores Árbitro(s): Fernando Hernández Gómez | Asistencia: 23 827 espectadores Árbitro(s): Fernando Hernández Gómez |
| Necaxa avanzó a semifinales con marcador global de 6-2 |                            |                        |                                                  |                                                                      |                                                                      |

### Semifinales

#### Necaxa - Monterrey
| 4 de diciembre de 2019 | Monterrey                         | 2:1 (1:0) | Necaxa         | Estadio BBVA, Guadalupe                                              |                                                                      |
| 21:06                  | J. Gallardo 10' · V. Janssen. 73' | Reporte   | M. Quiroga 64' | Asistencia: 42 092 espectadores Árbitro(s): Fernando Hernández Gómez | Asistencia: 42 092 espectadores Árbitro(s): Fernando Hernández Gómez |

| 7 de diciembre de 2019                  | Necaxa | 0:1 (0:0) (Global 1:3) | Monterrey           | Estadio Victoria, Aguascalientes                                          |                                                                           |
| 20:30                                   |        | Reporte                | R. Funes Mori 90+5' | Asistencia: 23 851 espectadores Árbitro(s): César Arturo Ramos Palazuelos | Asistencia: 23 851 espectadores Árbitro(s): César Arturo Ramos Palazuelos |
| Monterrey avanzó a la Final. Global 1–3 |        |                        |                     |                                                                           |                                                                           |

#### América - Morelia
| 5 de diciembre de 2019 | Morelia                            | 2:0 (1:0) | América | Estadio Morelos, Morelia                                      |                                                               |
| 20:30                  | F. Aristeguieta 16' · A. Rocha 51' | Reporte   |         | Asistencia: 33 200 espectadores Árbitro(s): Jorge Isaac Rojas | Asistencia: 33 200 espectadores Árbitro(s): Jorge Isaac Rojas |

| 8 de diciembre de 2019                                                       | América                      | 2:0 (2:0) (Global 2:2) | Morelia | Estadio Azteca, Ciudad de México                                   |                                                                    |
| 18:30                                                                        | R. Ibarra 37' · F. Viñas 44' | Reporte                |         | Asistencia: 63 263 espectadores Árbitro(s): Luis Enrique Santander | Asistencia: 63 263 espectadores Árbitro(s): Luis Enrique Santander |
| América avanzó a la Final por mejor posición de la tabla general. Global 2–2 |                              |                        |         |                                                                    |                                                                    |

### Final

#### América - Monterrey
| 26 de diciembre de 2019 | Monterrey                             | 2:1 (1:1) | América          | Estadio BBVA, Guadalupe                                            |                                                                    |
| 20:36                   | S. Medina 45+1' · R. Funes Mori 90+3' | Reporte   | C. Rodríguez 45' | Asistencia: 52 929 espectadores Árbitro(s): Luis Enrique Santander | Asistencia: 52 929 espectadores Árbitro(s): Luis Enrique Santander |

| 29 de diciembre de 2019                    | América                                                  | 2:1 (2:0) (t. s.)(2:4 p.)(Global 3:3) | Monterrey                                                         | Estadio Azteca, Ciudad de México                                          |                                                                           |
| 20:15                                      | F. Viñas 6' · R. Sánchez 41'                             | Reporte                               | R. Funes Mori 75'                                                 | Asistencia: 72 719 espectadores Árbitro(s): César Arturo Ramos Palazuelos | Asistencia: 72 719 espectadores Árbitro(s): César Arturo Ramos Palazuelos |
|                                            |                                                          | Tiros desde el punto penal            |                                                                   |                                                                           |                                                                           |
|                                            | N. Castillo · E. Aguilera · G. Rodríguez · G. dos Santos |                                       | V. Janssen · S. Medina · R. Funes Mori · N. Sánchez · L. Vangioni |                                                                           |                                                                           |
| Monterrey campeón del Torneo Apertura 2019 |                                                          |                                       |                                                                   |                                                                           |                                                                           |

##### Final - Ida
| 1     | POR   | Marcelo Barovero   |     |
| 3     | DEF   | César Montes       | 68' |
| 4     | DEF   | Nicolás Sánchez    |     |
| 11    | DEF   | Leonel Vangioni    | 56' |
| 33    | DEF   | Stefan Medina      |     |
| 17    | MED   | Jesús Gallardo     |     |
| 16    | MED   | Celso Ortiz        |     |
| 29    | MED   | Carlos Rodríguez   |     |
| 8     | MED   | Dorlan Pabón       |     |
| 20    | MED   | Rodolfo Pizarro    | 79' |
| 7     | DEL   | Rogelio Funes Mori |     |
| D. T. | D. T. | Antonio Mohamed    |     |

| 6     | POR   | Guillermo Ochoa   |     |
| 3     | DEF   | Jorge Sánchez     |     |
| 18    | DEF   | Bruno Valdez      |     |
| 19    | DEF   | Emanuel Aguilera  |     |
| 22    | DEF   | Paul Aguilar      |     |
| 5     | MED   | Guido Rodríguez   |     |
| 11    | MED   | Andrés Ibargüen   | 39' |
| 17    | MED   | Sebastián Córdova |     |
| 20    | MED   | Richard Sánchez   |     |
| 21    | DEL   | Henry Martín      | 57' |
| 24    | DEL   | Federico Viñas    | 80' |
| D. T. | D. T. | Miguel Herrera    |     |

| 9  | Delantero      | Vincent Janssen  | 56' |
| 19 | Defensa        | Miguel Layún     | 68' |
| 32 | Centrocampista | Maximiliano Meza | 79' |

| 9  | Delantero      | Roger Martínez    | 39' |
| 25 | Centrocampista | Rubén González    | 57' |
| 14 | Centrocampista | Nicolás Benedetti | 80' |

| 45' · 90+3' | Stefan Medina Rogelio Funes Mori | 1:1 2:1 |

| 43' | Carlos Rodríguez | 0:1 |

| 64' · 90+5' | Dorlan Pabón Vincent Janssen |

| 90+4' · 90+5' · 90+6' | Guido Rodríguez Jorge Sánchez Nicolás Benedetti |

| 52' | Sebastián Córdova |

| Principal  | Luis Enrique Santander           |
| Asistentes | Christian Kiabek Espinosa Zavala |
|            | César Cerritos García            |
| Cuarto     | Fernando Hernández Gómez         |

|                    |     |     |
| Tiros              | 19  | 8   |
| Tiros a puerta     | 6   | 2   |
| Faltas             | 13  | 17  |
| Saques de esquina  | 5   | 3   |
| Penaltis           | 0   | 0   |
| Fueras de juego    | 0   | 2   |
| Posesión del balón | 64% | 36% |

| Alineación inicial |

| 1     | POR   | Marcelo Barovero   |     |
| 3     | DEF   | César Montes       | 68' |
| 4     | DEF   | Nicolás Sánchez    |     |
| 11    | DEF   | Leonel Vangioni    | 56' |
| 33    | DEF   | Stefan Medina      |     |
| 17    | MED   | Jesús Gallardo     |     |
| 16    | MED   | Celso Ortiz        |     |
| 29    | MED   | Carlos Rodríguez   |     |
| 8     | MED   | Dorlan Pabón       |     |
| 20    | MED   | Rodolfo Pizarro    | 79' |
| 7     | DEL   | Rogelio Funes Mori |     |
| D. T. | D. T. | Antonio Mohamed    |     |

| 6     | POR   | Guillermo Ochoa   |     |
| 3     | DEF   | Jorge Sánchez     |     |
| 18    | DEF   | Bruno Valdez      |     |
| 19    | DEF   | Emanuel Aguilera  |     |
| 22    | DEF   | Paul Aguilar      |     |
| 5     | MED   | Guido Rodríguez   |     |
| 11    | MED   | Andrés Ibargüen   | 39' |
| 17    | MED   | Sebastián Córdova |     |
| 20    | MED   | Richard Sánchez   |     |
| 21    | DEL   | Henry Martín      | 57' |
| 24    | DEL   | Federico Viñas    | 80' |
| D. T. | D. T. | Miguel Herrera    |     |

| 9  | Delantero      | Vincent Janssen  | 56' |
| 19 | Defensa        | Miguel Layún     | 68' |
| 32 | Centrocampista | Maximiliano Meza | 79' |

| 9  | Delantero      | Roger Martínez    | 39' |
| 25 | Centrocampista | Rubén González    | 57' |
| 14 | Centrocampista | Nicolás Benedetti | 80' |

| 45' · 90+3' | Stefan Medina Rogelio Funes Mori | 1:1 2:1 |

| 43' | Carlos Rodríguez | 0:1 |

| 64' · 90+5' | Dorlan Pabón Vincent Janssen |

| 90+4' · 90+5' · 90+6' | Guido Rodríguez Jorge Sánchez Nicolás Benedetti |

| 52' | Sebastián Córdova |

| Principal  | Luis Enrique Santander           |
| Asistentes | Christian Kiabek Espinosa Zavala |
|            | César Cerritos García            |
| Cuarto     | Fernando Hernández Gómez         |

|                    |     |     |
| Tiros              | 19  | 8   |
| Tiros a puerta     | 6   | 2   |
| Faltas             | 13  | 17  |
| Saques de esquina  | 5   | 3   |
| Penaltis           | 0   | 0   |
| Fueras de juego    | 0   | 2   |
| Posesión del balón | 64% | 36% |

| Alineación inicial |

| 1     | POR   | Marcelo Barovero   |     |
| 3     | DEF   | César Montes       | 68' |
| 4     | DEF   | Nicolás Sánchez    |     |
| 11    | DEF   | Leonel Vangioni    | 56' |
| 33    | DEF   | Stefan Medina      |     |
| 17    | MED   | Jesús Gallardo     |     |
| 16    | MED   | Celso Ortiz        |     |
| 29    | MED   | Carlos Rodríguez   |     |
| 8     | MED   | Dorlan Pabón       |     |
| 20    | MED   | Rodolfo Pizarro    | 79' |
| 7     | DEL   | Rogelio Funes Mori |     |
| D. T. | D. T. | Antonio Mohamed    |     |

| 6     | POR   | Guillermo Ochoa   |     |
| 3     | DEF   | Jorge Sánchez     |     |
| 18    | DEF   | Bruno Valdez      |     |
| 19    | DEF   | Emanuel Aguilera  |     |
| 22    | DEF   | Paul Aguilar      |     |
| 5     | MED   | Guido Rodríguez   |     |
| 11    | MED   | Andrés Ibargüen   | 39' |
| 17    | MED   | Sebastián Córdova |     |
| 20    | MED   | Richard Sánchez   |     |
| 21    | DEL   | Henry Martín      | 57' |
| 24    | DEL   | Federico Viñas    | 80' |
| D. T. | D. T. | Miguel Herrera    |     |

| 9  | Delantero      | Vincent Janssen  | 56' |
| 19 | Defensa        | Miguel Layún     | 68' |
| 32 | Centrocampista | Maximiliano Meza | 79' |

| 9  | Delantero      | Roger Martínez    | 39' |
| 25 | Centrocampista | Rubén González    | 57' |
| 14 | Centrocampista | Nicolás Benedetti | 80' |

| 45' · 90+3' | Stefan Medina Rogelio Funes Mori | 1:1 2:1 |

| 43' | Carlos Rodríguez | 0:1 |

| 64' · 90+5' | Dorlan Pabón Vincent Janssen |

| 90+4' · 90+5' · 90+6' | Guido Rodríguez Jorge Sánchez Nicolás Benedetti |

| 52' | Sebastián Córdova |

| Principal  | Luis Enrique Santander           |
| Asistentes | Christian Kiabek Espinosa Zavala |
|            | César Cerritos García            |
| Cuarto     | Fernando Hernández Gómez         |

|                    |     |     |
| Tiros              | 19  | 8   |
| Tiros a puerta     | 6   | 2   |
| Faltas             | 13  | 17  |
| Saques de esquina  | 5   | 3   |
| Penaltis           | 0   | 0   |
| Fueras de juego    | 0   | 2   |
| Posesión del balón | 64% | 36% |

| Alineación inicial |

| 1     | POR   | Marcelo Barovero   |     |
| 3     | DEF   | César Montes       | 68' |
| 4     | DEF   | Nicolás Sánchez    |     |
| 11    | DEF   | Leonel Vangioni    | 56' |
| 33    | DEF   | Stefan Medina      |     |
| 17    | MED   | Jesús Gallardo     |     |
| 16    | MED   | Celso Ortiz        |     |
| 29    | MED   | Carlos Rodríguez   |     |
| 8     | MED   | Dorlan Pabón       |     |
| 20    | MED   | Rodolfo Pizarro    | 79' |
| 7     | DEL   | Rogelio Funes Mori |     |
| D. T. | D. T. | Antonio Mohamed    |     |

| 6     | POR   | Guillermo Ochoa   |     |
| 3     | DEF   | Jorge Sánchez     |     |
| 18    | DEF   | Bruno Valdez      |     |
| 19    | DEF   | Emanuel Aguilera  |     |
| 22    | DEF   | Paul Aguilar      |     |
| 5     | MED   | Guido Rodríguez   |     |
| 11    | MED   | Andrés Ibargüen   | 39' |
| 17    | MED   | Sebastián Córdova |     |
| 20    | MED   | Richard Sánchez   |     |
| 21    | DEL   | Henry Martín      | 57' |
| 24    | DEL   | Federico Viñas    | 80' |
| D. T. | D. T. | Miguel Herrera    |     |

| 9  | Delantero      | Vincent Janssen  | 56' |
| 19 | Defensa        | Miguel Layún     | 68' |
| 32 | Centrocampista | Maximiliano Meza | 79' |

| 9  | Delantero      | Roger Martínez    | 39' |
| 25 | Centrocampista | Rubén González    | 57' |
| 14 | Centrocampista | Nicolás Benedetti | 80' |

| 45' · 90+3' | Stefan Medina Rogelio Funes Mori | 1:1 2:1 |

| 43' | Carlos Rodríguez | 0:1 |

| 64' · 90+5' | Dorlan Pabón Vincent Janssen |

| 90+4' · 90+5' · 90+6' | Guido Rodríguez Jorge Sánchez Nicolás Benedetti |

| 52' | Sebastián Córdova |

| Principal  | Luis Enrique Santander           |
| Asistentes | Christian Kiabek Espinosa Zavala |
|            | César Cerritos García            |
| Cuarto     | Fernando Hernández Gómez         |

|                    |     |     |
| Tiros              | 19  | 8   |
| Tiros a puerta     | 6   | 2   |
| Faltas             | 13  | 17  |
| Saques de esquina  | 5   | 3   |
| Penaltis           | 0   | 0   |
| Fueras de juego    | 0   | 2   |
| Posesión del balón | 64% | 36% |

| Alineación inicial |

##### Final - Vuelta
| 6     | POR   | Guillermo Ochoa  |     |
| 3     | DEF   | Jorge Sánchez    |     |
| 18    | DEF   | Bruno Valdez     |     |
| 19    | DEF   | Emanuel Aguilera |     |
| 22    | DEF   | Paul Aguilar     |     |
| 5     | MED   | Guido Rodríguez  |     |
| 20    | MED   | Richard Sánchez  | 67' |
| 30    | MED   | Renato Ibarra    | 28' |
| 9     | DEL   | Roger Martínez   | 88' |
| 21    | DEL   | Henry Martín     | 95' |
| 24    | DEL   | Federico Viñas   |     |
| D. T. | D. T. | Miguel Herrera   |     |

| 1     | POR   | Marcelo Barovero   |      |
| 4     | DEF   | Nicolás Sánchez    |      |
| 11    | DEF   | Leonel Vangioni    |      |
| 19    | DEF   | Miguel Layún       | 57'  |
| 33    | DEF   | Stefan Medina      |      |
| 17    | MED   | Jesús Gallardo     | 70'  |
| 16    | MED   | Celso Ortiz        |      |
| 29    | MED   | Carlos Rodríguez   |      |
| 8     | MED   | Dorlan Pabón       | 108' |
| 20    | MED   | Rodolfo Pizarro    | 45'  |
| 7     | DEL   | Rogelio Funes Mori |      |
| D. T. | D. T. | Antonio Mohamed    |      |

| 14 | Centrocampista | Nicolás Benedetti  | 28' |
| 25 | Centrocampista | Rubén González     | 67' |
| 10 | Delantero      | Giovani dos Santos | 88' |
| 15 | Delantero      | Nicolás Castillo   | 95' |

| 9  | Delantero      | Vincent Janssen  | 45'  |
| 3  | Defensa        | César Montes     | 57'  |
| 32 | Centrocampista | Maximiliano Meza | 70'  |
| 21 | Centrocampista | Alfonso González | 108' |

| 6' · 41' | Federico Viñas Richard Sánchez | 1:0 2:0 |

| 75' | Rogelio Funes Mori | 2:1 |

| Fallo de penal · Acierto de penal · Fallo de penal · Acierto de penal | Nicolás Castillo Emanuel Aguilera Guido Rodríguez Giovani dos Santos | 0:1 1:1 1:2 2:3 |

| Acierto de penal · Fallo de penal · Acierto de penal · Acierto de penal · Acierto de penal | Vincent Janssen Stefan Medina Rogelio Funes Mori Nicolás Sánchez Leonel Vangioni | 0:1 0:1 1:2 1:3 2:4 |

| 20' · 55' · 96' | Guido Rodríguez Nicolás Benedetti Federico Viñas |

| 29' · 79' · 89' | Rodolfo Pizarro Stefan Medina Leonel Vangioni |

| Principal  | César Arturo Ramos Palazuelos |
| Asistentes | Alberto Morín Méndez          |
|            | Andrés Hernández Delgado      |
| Cuarto     | Jorge Isaac Rojas Castillo    |

|                    |     |     |
| Tiros              | 22  | 16  |
| Tiros a puerta     | 7   | 6   |
| Faltas             | 18  | 23  |
| Saques de esquina  | 7   | 8   |
| Penaltis           | 0   | 0   |
| Fueras de juego    | 1   | 0   |
| Posesión del balón | 48% | 52% |

| Alineación inicial |

| 6     | POR   | Guillermo Ochoa  |     |
| 3     | DEF   | Jorge Sánchez    |     |
| 18    | DEF   | Bruno Valdez     |     |
| 19    | DEF   | Emanuel Aguilera |     |
| 22    | DEF   | Paul Aguilar     |     |
| 5     | MED   | Guido Rodríguez  |     |
| 20    | MED   | Richard Sánchez  | 67' |
| 30    | MED   | Renato Ibarra    | 28' |
| 9     | DEL   | Roger Martínez   | 88' |
| 21    | DEL   | Henry Martín     | 95' |
| 24    | DEL   | Federico Viñas   |     |
| D. T. | D. T. | Miguel Herrera   |     |

| 1     | POR   | Marcelo Barovero   |      |
| 4     | DEF   | Nicolás Sánchez    |      |
| 11    | DEF   | Leonel Vangioni    |      |
| 19    | DEF   | Miguel Layún       | 57'  |
| 33    | DEF   | Stefan Medina      |      |
| 17    | MED   | Jesús Gallardo     | 70'  |
| 16    | MED   | Celso Ortiz        |      |
| 29    | MED   | Carlos Rodríguez   |      |
| 8     | MED   | Dorlan Pabón       | 108' |
| 20    | MED   | Rodolfo Pizarro    | 45'  |
| 7     | DEL   | Rogelio Funes Mori |      |
| D. T. | D. T. | Antonio Mohamed    |      |

| 14 | Centrocampista | Nicolás Benedetti  | 28' |
| 25 | Centrocampista | Rubén González     | 67' |
| 10 | Delantero      | Giovani dos Santos | 88' |
| 15 | Delantero      | Nicolás Castillo   | 95' |

| 9  | Delantero      | Vincent Janssen  | 45'  |
| 3  | Defensa        | César Montes     | 57'  |
| 32 | Centrocampista | Maximiliano Meza | 70'  |
| 21 | Centrocampista | Alfonso González | 108' |

| 6' · 41' | Federico Viñas Richard Sánchez | 1:0 2:0 |

| 75' | Rogelio Funes Mori | 2:1 |

| Fallo de penal · Acierto de penal · Fallo de penal · Acierto de penal | Nicolás Castillo Emanuel Aguilera Guido Rodríguez Giovani dos Santos | 0:1 1:1 1:2 2:3 |

| Acierto de penal · Fallo de penal · Acierto de penal · Acierto de penal · Acierto de penal | Vincent Janssen Stefan Medina Rogelio Funes Mori Nicolás Sánchez Leonel Vangioni | 0:1 0:1 1:2 1:3 2:4 |

| 20' · 55' · 96' | Guido Rodríguez Nicolás Benedetti Federico Viñas |

| 29' · 79' · 89' | Rodolfo Pizarro Stefan Medina Leonel Vangioni |

| Principal  | César Arturo Ramos Palazuelos |
| Asistentes | Alberto Morín Méndez          |
|            | Andrés Hernández Delgado      |
| Cuarto     | Jorge Isaac Rojas Castillo    |

|                    |     |     |
| Tiros              | 22  | 16  |
| Tiros a puerta     | 7   | 6   |
| Faltas             | 18  | 23  |
| Saques de esquina  | 7   | 8   |
| Penaltis           | 0   | 0   |
| Fueras de juego    | 1   | 0   |
| Posesión del balón | 48% | 52% |

| Alineación inicial |

| 6     | POR   | Guillermo Ochoa  |     |
| 3     | DEF   | Jorge Sánchez    |     |
| 18    | DEF   | Bruno Valdez     |     |
| 19    | DEF   | Emanuel Aguilera |     |
| 22    | DEF   | Paul Aguilar     |     |
| 5     | MED   | Guido Rodríguez  |     |
| 20    | MED   | Richard Sánchez  | 67' |
| 30    | MED   | Renato Ibarra    | 28' |
| 9     | DEL   | Roger Martínez   | 88' |
| 21    | DEL   | Henry Martín     | 95' |
| 24    | DEL   | Federico Viñas   |     |
| D. T. | D. T. | Miguel Herrera   |     |

| 1     | POR   | Marcelo Barovero   |      |
| 4     | DEF   | Nicolás Sánchez    |      |
| 11    | DEF   | Leonel Vangioni    |      |
| 19    | DEF   | Miguel Layún       | 57'  |
| 33    | DEF   | Stefan Medina      |      |
| 17    | MED   | Jesús Gallardo     | 70'  |
| 16    | MED   | Celso Ortiz        |      |
| 29    | MED   | Carlos Rodríguez   |      |
| 8     | MED   | Dorlan Pabón       | 108' |
| 20    | MED   | Rodolfo Pizarro    | 45'  |
| 7     | DEL   | Rogelio Funes Mori |      |
| D. T. | D. T. | Antonio Mohamed    |      |

| 14 | Centrocampista | Nicolás Benedetti  | 28' |
| 25 | Centrocampista | Rubén González     | 67' |
| 10 | Delantero      | Giovani dos Santos | 88' |
| 15 | Delantero      | Nicolás Castillo   | 95' |

| 9  | Delantero      | Vincent Janssen  | 45'  |
| 3  | Defensa        | César Montes     | 57'  |
| 32 | Centrocampista | Maximiliano Meza | 70'  |
| 21 | Centrocampista | Alfonso González | 108' |

| 6' · 41' | Federico Viñas Richard Sánchez | 1:0 2:0 |

| 75' | Rogelio Funes Mori | 2:1 |

| Fallo de penal · Acierto de penal · Fallo de penal · Acierto de penal | Nicolás Castillo Emanuel Aguilera Guido Rodríguez Giovani dos Santos | 0:1 1:1 1:2 2:3 |

| Acierto de penal · Fallo de penal · Acierto de penal · Acierto de penal · Acierto de penal | Vincent Janssen Stefan Medina Rogelio Funes Mori Nicolás Sánchez Leonel Vangioni | 0:1 0:1 1:2 1:3 2:4 |

| 20' · 55' · 96' | Guido Rodríguez Nicolás Benedetti Federico Viñas |

| 29' · 79' · 89' | Rodolfo Pizarro Stefan Medina Leonel Vangioni |

| Principal  | César Arturo Ramos Palazuelos |
| Asistentes | Alberto Morín Méndez          |
|            | Andrés Hernández Delgado      |
| Cuarto     | Jorge Isaac Rojas Castillo    |

|                    |     |     |
| Tiros              | 22  | 16  |
| Tiros a puerta     | 7   | 6   |
| Faltas             | 18  | 23  |
| Saques de esquina  | 7   | 8   |
| Penaltis           | 0   | 0   |
| Fueras de juego    | 1   | 0   |
| Posesión del balón | 48% | 52% |

| Alineación inicial |

| 6     | POR   | Guillermo Ochoa  |     |
| 3     | DEF   | Jorge Sánchez    |     |
| 18    | DEF   | Bruno Valdez     |     |
| 19    | DEF   | Emanuel Aguilera |     |
| 22    | DEF   | Paul Aguilar     |     |
| 5     | MED   | Guido Rodríguez  |     |
| 20    | MED   | Richard Sánchez  | 67' |
| 30    | MED   | Renato Ibarra    | 28' |
| 9     | DEL   | Roger Martínez   | 88' |
| 21    | DEL   | Henry Martín     | 95' |
| 24    | DEL   | Federico Viñas   |     |
| D. T. | D. T. | Miguel Herrera   |     |

| 1     | POR   | Marcelo Barovero   |      |
| 4     | DEF   | Nicolás Sánchez    |      |
| 11    | DEF   | Leonel Vangioni    |      |
| 19    | DEF   | Miguel Layún       | 57'  |
| 33    | DEF   | Stefan Medina      |      |
| 17    | MED   | Jesús Gallardo     | 70'  |
| 16    | MED   | Celso Ortiz        |      |
| 29    | MED   | Carlos Rodríguez   |      |
| 8     | MED   | Dorlan Pabón       | 108' |
| 20    | MED   | Rodolfo Pizarro    | 45'  |
| 7     | DEL   | Rogelio Funes Mori |      |
| D. T. | D. T. | Antonio Mohamed    |      |

| 14 | Centrocampista | Nicolás Benedetti  | 28' |
| 25 | Centrocampista | Rubén González     | 67' |
| 10 | Delantero      | Giovani dos Santos | 88' |
| 15 | Delantero      | Nicolás Castillo   | 95' |

| 9  | Delantero      | Vincent Janssen  | 45'  |
| 3  | Defensa        | César Montes     | 57'  |
| 32 | Centrocampista | Maximiliano Meza | 70'  |
| 21 | Centrocampista | Alfonso González | 108' |

| 6' · 41' | Federico Viñas Richard Sánchez | 1:0 2:0 |

| 75' | Rogelio Funes Mori | 2:1 |

| Fallo de penal · Acierto de penal · Fallo de penal · Acierto de penal | Nicolás Castillo Emanuel Aguilera Guido Rodríguez Giovani dos Santos | 0:1 1:1 1:2 2:3 |

| Acierto de penal · Fallo de penal · Acierto de penal · Acierto de penal · Acierto de penal | Vincent Janssen Stefan Medina Rogelio Funes Mori Nicolás Sánchez Leonel Vangioni | 0:1 0:1 1:2 1:3 2:4 |

| 20' · 55' · 96' | Guido Rodríguez Nicolás Benedetti Federico Viñas |

| 29' · 79' · 89' | Rodolfo Pizarro Stefan Medina Leonel Vangioni |

| Principal  | César Arturo Ramos Palazuelos |
| Asistentes | Alberto Morín Méndez          |
|            | Andrés Hernández Delgado      |
| Cuarto     | Jorge Isaac Rojas Castillo    |

|                    |     |     |
| Tiros              | 22  | 16  |
| Tiros a puerta     | 7   | 6   |
| Faltas             | 18  | 23  |
| Saques de esquina  | 7   | 8   |
| Penaltis           | 0   | 0   |
| Fueras de juego    | 1   | 0   |
| Posesión del balón | 48% | 52% |

| Alineación inicial |

| Campeón Apertura 2019 |
| --------------------- |
|                       |
| Monterrey             |
| 5.º Título            |

## Estadísticas

### Máximos Goleadores
Datos Actualizados, 24 de noviembre de 2019 y según página oficial  y Soccerway.
| Pos. | Jugador             | Equipo        | Goles | P.J. | Prom. | Min.  | M/G    |
| ---- | ------------------- | ------------- | ----- | ---- | ----- | ----- | ------ |
| 1.º  | Mauro Quiroga       | 'Necaxa'      | 12    | 18   | 0.67  | 1 496 | 124.67 |
| =    | Alan Pulido         | 'Guadalajara' | 12    | 18   | 0.67  | 1 599 | 133.25 |
| 3.º  | Rogelio Funes Mori  | Monterrey     | 10    | 18   | 0.56  | 1 420 | 142    |
| =    | André-Pierre Gignac | Tigres UANL   | 10    | 18   | 0.56  | 1 611 | 161.1  |
| 5.º  | Nicolás Ibáñez      | Atl. San luis | 9     | 16   | 0.56  | 1 398 | 155.33 |
| =    | Brian Lozano        | Santos Laguna | 9     | 17   | 0.53  | 1 423 | 158.11 |
| =    | Julio Furch         | Santos Laguna | 9     | 17   | 0.53  | 1 452 | 161.33 |
| 8.º  | Henry Martín        | América       | 8     | 11   | 0.73  | 798   | 99.75  |
| =    | Franco Jara         | Pachuca       | 8     | 16   | 0.5   | 1 307 | 163.38 |
| =    | José Juan Macías    | León          | 8     | 18   | 0.44  | 1 408 | 176    |

#### Tripletes o más
| Jugador                   | Local     | Resultado | Visita  | Goles         | Fecha            | Jornada |
| ------------------------- | --------- | --------- | ------- | ------------- | ---------------- | ------- |
| André-Pierre Gignac       | Tigres    | 3 - 1     | Necaxa  | 4' 16' 22'    | 10 de agosto     | 4       |
| Ismael Sosa               | Necaxa    | 2 - 4     | León    | 18' 58' 90+7' | 21 de septiembre | 10      |
| Carlos Sebastián Ferreira | Cruz Azul | 2 - 3     | Morelia | 16' 54' 80'   | 19 de octubre    | 14      |
| Henry Martin              | Veracruz  | 0 - 5     | América | 27' 53' 79'   | 8 de noviembre   | 18      |

### Máximos Asistentes
Datos actualizados a 24 de noviembre de 2019 según Soccerway
| Pos. | Jugador            | Equipo        | Asist. | P.J. | Prom. | Min.  |
| ---- | ------------------ | ------------- | ------ | ---- | ----- | ----- |
| 1.º' | Miler Bolaños      | 'Tijuana'     | 9      | 17   | 0.52  | 1 508 |
| 2.º  | Roger Martínez     | América       | 6      | 17   | 0.35  | 1 364 |
| 3.º  | Brian Lozano       | Santos Laguna | 6      | 17   | 0.35  | 1 423 |
| 4.º  | Ignacio Malcorra   | Pumas UNAM    | 6      | 18   | 0.33  | 1 502 |
| 5.º  | Kevin Mercado      | Necaxa        | 5      | 12   | 0.41  | 396   |
| 6.º  | Luis Quiñones      | Tigres UANL   | 5      | 14   | 0.35  | 1 023 |
| 7.º  | Yoshimar Yotún     | Cruz Azul     | 5      | 14   | 0.35  | 1 120 |
| 8.º  | Luis Montes        | León          | 5      | 13   | 0.38  | 1 125 |
| 9.º  | Luis Ángel Mendoza | Monarcas M.   | 5      | 17   | 0.29  | 1 137 |
| 10.º | Rubens Sambueza    | Pachuca       | 5      | 16   | 0.31  | 1 283 |

### Asistencia
Lista con la asistencia de los partidos y equipos Liga BBVA MX.

Datos actualizados a 24 de noviembre de 2019

#### Por equipo
| Pos                | Equipo               | Total     | Media  | Más alta | Más baja | % de Ocupación media |
| ------------------ | -------------------- | --------- | ------ | -------- | -------- | -------------------- |
| 1                  | Tigres UANL          | 367,092   | 40,788 | 41,886   | 37,653   | 97.38%               |
| 2                  | Monterrey            | 335,315   | 37,257 | 44,972   | 30,635   | 72.56%               |
| 3                  | América              | 277,534   | 30,837 | 63,908   | 19,771   | 38.04%               |
| 4                  | Guadalajara          | 274,468   | 30,496 | 39,313   | 22,781   | 65.96%               |
| 5                  | Atlas                | 238,896   | 26,544 | 40,700   | 16,915   | 48.24%               |
| 6                  | Tijuana              | 228,572   | 25,398 | 26,158   | 21,333   | 97.09%               |
| 7                  | León                 | 211,060   | 23,451 | 26,632   | 18,782   | 74.93%               |
| 8                  | Santos Laguna        | 206,737   | 22,971 | 28,016   | 19,537   | 78.93%               |
| 9                  | Querétaro            | 203,168   | 22,574 | 29,329   | 16,795   | 66.18%               |
| 10                 | Pumas UNAM           | 184,583   | 20,509 | 30,458   | 10,423   | 35.09%               |
| 11                 | Pachuca              | 179,813   | 19,979 | 25,922   | 15,462   | 77.07%               |
| 12                 | Monarcas Morelia     | 169,837   | 18,871 | 26,019   | 13,674   | 54.23%               |
| 13                 | Juárez               | 166,030   | 18,448 | 19,710   | 14,655   | 86.13%               |
| 14                 | Cruz Azul            | 159,876   | 17,764 | 30,568   | 7,176    | 21.91%               |
| 15                 | Puebla               | 151,454   | 16,828 | 27,611   | 12,544   | 35.49%               |
| 16                 | Atlético de San Luis | 148,646   | 16,516 | 25,187   | 0        | 64.24%               |
| 17                 | Toluca               | 146,179   | 16,242 | 25,744   | 12,533   | 63.09%               |
| 18                 | Necaxa               | 135,115   | 15,013 | 23,851   | 10,688   | 62.94%               |
| 19                 | Veracruz             | 104,283   | 11,587 | 18,940   | 4,725    | 40.37%               |
| Totales del Torneo | Totales del Torneo   | 3,888,658 | 22,740 | 63,908   | 0        | 56.10%               |

#### Por jornada
| 1     | 221,973   | 24,663 | 62.40% | Tigres vs Morelia (41,580)        | Toluca vs Querétaro (13,015)                                                     | J-1  |
| 2     | 227,255   | 25,250 | 62.86% | Guadalajara vs Tigres (39,313)    | Veracruz vs Pachuca (14,620)                                                     | J-2  |
| 3     | 235,700   | 26,188 | 59.39% | Monterrey vs León (37,058)        | Necaxa vs Veracruz (12,846)                                                      | J-3  |
| 4     | 213,430   | 23,714 | 61.37% | Tigres vs Necaxa (41,553)         | Cruz Azul vs Juárez (12,469)                                                     | J-4  |
| 5     | 224,205   | 24,911 | 56.54% | Monterrey vs Toluca (39,783)      | Necaxa vs Santos (14,167)                                                        | J-5  |
| 6     | 200,667   | 22,296 | 57.74% | Tigres vs América (41,589)        | Veracruz vs Atlético de San Luis (9,670)                                         | J-6  |
| 7     | 173,786   | 19,309 | 46.90% | Monterrey vs UNAM (35,662)        | Veracruz vs Querétaro (7,322)                                                    | J-7  |
| 8     | 210,805   | 23,422 | 55.85% | Tigres vs León (41,498)           | Necaxa vs Tijuana (11,861)                                                       | J-8  |
| 9     | 229,998   | 25,555 | 64.08% | América vs UNAM (38,317)          | Puebla vs Atlético de San Luis (14,735)                                          | J-9  |
| 10    | 212,560   | 23,617 | 56.15% | Monterrey vs Puebla (33,060)      | Necaxa vs León (17,757)                                                          | J-10 |
| 11    | 192,577   | 21,397 | 56.98% | Tigres vs Puebla (38,638)         | Cruz Azul vs Monterrey (12,412)                                                  | J-11 |
| 12    | 218,652   | 24,294 | 55.01% | América vs Guadalajara (63,908)   | Veracruz vs Toluca (8,698)                                                       | J-12 |
| 13    | 223,054   | 24,785 | 65.36% | Tigres vs Santos (41,426)         | Toluca vs Puebla (12,533)                                                        | J-13 |
| 14    | 188,274   | 20,919 | 50.67% | Monterrey vs Guadalajara (38,217) | Veracruz vs Tigres (7,838)                                                       | J-14 |
| 15    | 203,835   | 22,648 | 57.83% | Tigres vs Cruz Azul (41,886)      | Morelia vs Santos (13,674)                                                       | J-15 |
| 16    | 135,680   | 15,075 | 36.49% | Tigres vs Toluca (37,653)         | Atlético de San Luis vs América (0 Veto)                                         | J-16 |
| 17    | 196,240   | 21,804 | 60.88% | Monterrey vs Veracruz (30,635)    | Necaxa vs Pachuca (11,868)                                                       | J-17 |
| 18    | 150,179   | 16,686 | 46.59% | Tigres vs Pachuca (41,269)        | Atlético de San Luis vs Necaxa (0 Veto)                                          | J-18 |
| 19    | 190,259   | 21,139 | 52.79% | Monterrey vs Atlas (40,242)       | Cruz Azul vs Atlético de San Luis (7,176)                                        | J-19 |
| Total | 3,888,658 | 22,740 | 56.10% | América vs Guadalajara (63,908)   | Atlético de San Luis vs América (0 Veto) Atlético de San Luis vs Necaxa (0 Veto) | -    |

### Clasificación juego limpio
Datos actualizados a 24 de noviembre de 2019
| Lugar                                | Club                                 |          |          |          | Puntos   |
| ------------------------------------ | ------------------------------------ | -------- | -------- | -------- | -------- |
| 1                                    | Tigres UANL                          | 22       | 2        | 2        | 34       |
| 2                                    | Querétaro                            | 31       | 0        | 1        | 34       |
| 3                                    | Veracruz                             | 31       | 0        | 1        | 34       |
| 4                                    | Pachuca                              | 27       | 1        | 2        | 36       |
| 5                                    | Pumas UNAM                           | 38       | 1        | 0        | 41       |
| 6                                    | Atlético de San Luis                 | 29       | 1        | 3        | 41       |
| 7                                    | Necaxa                               | 41       | 0        | 1        | 44       |
| 8                                    | Toluca                               | 35       | 3        | 1        | 47       |
| 9                                    | Puebla                               | 36       | 0        | 4        | 48       |
| 10                                   | Cruz Azul                            | 41       | 1        | 2        | 50       |
| 11                                   | León                                 | 39       | 0        | 4        | 51       |
| 12                                   | Monterrey                            | 42       | 1        | 2        | 51       |
| 13                                   | Juárez                               | 42       | 0        | 3        | 51       |
| 14                                   | Atlas                                | 40       | 2        | 2        | 52       |
| 15                                   | Santos Laguna                        | 40       | 0        | 5        | 55       |
| 16                                   | Guadalajara                          | 34       | 4        | 3        | 55       |
| 17                                   | Monarcas Morelia                     | 48       | 1        | 2        | 57       |
| 18                                   | América                              | 40       | 2        | 5        | 61       |
| 19                                   | Tijuana                              | 49       | 1        | 7        | 73       |
| Primera Tarjeta Amarilla             | Primera Tarjeta Amarilla             | 1 punto  | 1 punto  | 1 punto  | 1 punto  |
| Segunda Tarjeta Amarilla y Expulsión | Segunda Tarjeta Amarilla y Expulsión | 3 puntos | 3 puntos | 3 puntos | 3 puntos |
| Tarjeta Roja Directa                 | Tarjeta Roja Directa                 | 3 puntos | 3 puntos | 3 puntos | 3 puntos |